# Imperio safávida
El Imperio safávida o Imperio safawí (en persa: دودمان صفوی‎) es considerado como el más grande Imperio iraní desde la conquista musulmana de Persia. Los safávidas son originarios de Ardebil, una ciudad del Azerbaiyán iraní, al norte de Irán. Eran predominantemente una dinastía de habla túrquica, cuyo idioma clásico era el persa. Los safávidas crearon un Estado iraní unificado e independiente por primera vez desde la conquista musulmana de Persia, reafirmaron la identidad política iraní y establecieron el islam chiita como la religión oficial de Irán mediante una teocracia en la que los imanes chiitas, a diferencia de los califas suníes, encarnan a la vez los poderes espiritual y terrenal.
El Imperio safávida chiita y el Imperio otomano sunita estuvieron enfrentados constantemente por guerras de religión. 
Los safávidas gobernaron Irán entre 1502 y 1722, año en que invadieron sus dominios las fuerzas pastunes de Mir Mahmud Hotaki. Posteriormente, en 1736, se apoderó del territorio la dinastía afsárida, aunque algunos señores safávidas perduraron hasta 1760.
La población pudo alcanzar unos siete u ocho millones durante el reinado de Abás el Grande, pero después de su muerte, con la pérdida de Mesopotamia, la población cayó a cinco a seis millones. Las ciudades de Tabriz e Isfahán eran las dos capitales, cada una con medio millón de habitantes.

## Antecedentes
La historia safávida comienza con el establecimiento de los Safaviyya por su fundador homónimo Safioddín Ardabilí (1252-1334). En 700/1301, Safi al-Din asumió el liderazgo de Zahediyya, una importante orden sufí en Guilán, de su maestro espiritual y suegro Zahed Gilani. Debido al gran carisma espiritual de Safi al-Din, la orden fue más tarde conocida como Safaviyya. La orden safávida pronto ganó gran influencia en la ciudad de Ardebil, y Hamdullah Mustaufi señaló que la mayoría de la gente de Ardabil eran seguidores de Safi al-Din.
La poesía religiosa de Safi al-Din, escrita en el idioma antiguo azarí —un idioma iraní del noroeste ya extinto— y acompañada de una paráfrasis en persa que ayuda a su comprensión, ha sobrevivido hasta nuestros días y tiene importancia lingüística.
Después de Safī al-Dīn, el liderazgo de los Safaviyya pasó a Sadr-ad-din Musa (f. 794/1391–92). La orden se transformó en este momento en un movimiento religioso que hacía propaganda religiosa en todo Irán, Siria y Asia Menor, y muy probablemente había mantenido su origen sunita shafita en ese momento. El liderazgo de la orden pasó de Sadr ud-Dīn Mūsā a su hijo Khoja Ali (f. 1429) y, a su vez, a su hijo Ibrahim (f. 1429/47).
Cuando Shayj Ŷunayd, el hijo de Ibrāhim, asumió el liderazgo de los Safaviyya en 1447, la historia del movimiento safávida cambió radicalmente. Según R.M. Savory, «Sheij Ŷunayd no estaba contento con la autoridad espiritual y buscaba poder material». Entonces, la dinastía más poderosa en Irán era la de los Kara Koyunlu, la "Oveja Negra", cuyo gobernante Jahan Shah ordenó a Ŷunayd que abandonara Ardabil o de lo contrario traería destrucción y ruina a la ciudad. Ŷunayd buscó refugio con el rival de Kara Koyunlu Jahan Shah, el Ak Koyunlu (Turcomanos de la Oveja Blanca) Khan Uzún Hasán y cimentó su relación al casarse con la hermana de Uzun Hassan, Khadija Begum. Ŷunayd fue asesinado durante una incursión en los territorios de Shirvanshah, sucediéndole su hijo Haydar Safaví.
Haydar se casó con Marta 'Alamshah Begom (34), la hija de Uzun Hassan, quien dio a luz a Ismaíl I, fundador de la dinastía safávida. La madre de Marta, Teodora, conocida como Despina Khatun, era una princesa griega póntica, hija del gran Comneno Juan IV de Trebisonda. Se había casado con Uzun Hassan a cambio de la protección de los Grandes Comnenos de los otomanos.
Después de la muerte de Uzun Hassan, su hijo Ya'qub se sintió amenazado por la creciente influencia religiosa safávida. Ya'qub se alió con el Shirvanshah y mató a Haydar en 1488. En este momento, la mayor parte de los Safaviyya eran clanes nómadas de habla turca oguz de Asia Menor y Azerbaiyán y eran conocidos como Qizilbash debido a su distintivo casco rojo. Los Qizilbash eran guerreros, seguidores espirituales de Haydar y una fuente del poder militar y político de los safávidas.
Después de la muerte de Haydar, el Safaviyya se reunió alrededor de su hijo Ali Mirza Safaví, quien también fue perseguido y posteriormente asesinado por Ya'qub. Según la historia oficial safávida, antes de fallecer, Ali había designado a su hermano menor Ismail como el líder espiritual de los Safaviyya.

## Historia

### Fundación de la dinastía por Ismail I

#### Irán antes del gobierno de Ismāil
Después del declive del Imperio timúrida (1370-1506), Irán se fragmentó políticamente, dando lugar a una serie de movimientos religiosos. La desaparición de la autoridad política de Tamerlán creó un espacio en el que varias comunidades religiosas, particularmente las chiitas, destacaron y ganaron protagonismo. Entre estas había una serie de hermandades sufíes, los hurufis, nuqtavis y musha'sha'iyyah. De estos diversos movimientos, el Safávida Qizilbash fue el más resistente políticamente, y debido a su éxito Shah Isma'il, gana prominencia política en 1501. Había muchos estados locales antes del Estado iraní establecido por Ismāʻil. Los gobernantes locales más importantes alrededor de 1500 eran:
- Husayn Bayqara, gobernantes Timúrida de Herat.
- Alwand Mirza, khan Ak Koyunlu de Tabriz.
- Murad Beg, gobernador Ak Koyunlu de Irāq al-Ajam.
- Farrukh Yassar, Sha de Shirvan.
- Badi Alzamān Mīrzā, gobernante local de Balkh.
- Huṣayn Kīā Chalavī, gobernante local de Semnán.
- Murād Beg Bayandar, gobernante local de Yazd.
- Sultan Mahmud ibn Nizam al-Din Yahya, gobernante Mihrabánidas de Sistán.
- Varios gobernantes locales de Mazandaran y Gilan, como: Bisotun II, Ashraf ibn Taj al-Dawla, Mirza Ali y Kiya Husayn II.

Ismāʻil pudo unir todas estas tierras bajo el Imperio iraní que creó.

#### Ascenso de Ismaíl
La dinastía safávida fue fundada alrededor de 1501 por Ismā‘īl I. Sus antecedentes son controvertidos: el idioma que utilizó no es idéntico al de su "raza" o "nacionalidad" y fue bilingüe desde su nacimiento. Ismāʻil era de ascendencia mixta turcomana, kurda, póntica griega y georgiana, así como descendiente directo del místico kurdo Sheikh Safi al-Din. Como tal, fue el último en la línea de Grandes Maestros hereditarios de la orden Safaviya, antes de su ascenso a una dinastía gobernante. Ismāʻil era conocido como un joven valiente y carismático, celoso con respecto a su fe chiita, se creía de ascendencia divina y prácticamente era adorado por sus seguidores Qizilbash.
En 1500, Ismāʻil invadió la vecina Shirván para vengar la muerte de su padre, el jeque Haydar, quien había sido asesinado en 1488 por el gobernante Shirvanshah, Farrukh Yassar. Posteriormente, Ismaíl emprendió una campaña de conquista, capturando Tabriz en julio de 1501, donde se entronizó como Shāh de Azerbaiyán, se proclamó Shahanshah de Irán y acuñó monedas en su nombre, proclamando el chiismo como la religión oficial de su dominio. El establecimiento del chiismo como la religión del Estado indujo a varias órdenes sufíes a declarar abiertamente su posición chiita, y a otros a asumir rápidamente el chiismo. Entre ellos, el fundador de una de las órdenes sufíes más exitosas, Shah Nimatullah Wali (m. 1431), aseguró ser descendiente del Imam Ismaili Muhammad ibn Isma'il, como se evidencia en un poema y en otra composición literaria inédita. Aunque Nimatullah aparentemente era sunita, la orden Ni'matullahí pronto declaró que su orden era chií después del surgimiento de la dinastía safávida.
Aunque Ismaíl I inicialmente dominaba solo Azerbaiyán, los safávidas finalmente ganaron la lucha por el poder sobre todo Irán, que se había prolongado durante casi un siglo entre varias dinastías y fuerzas políticas. Un año después de su victoria en Tabriz, Ismāʻil reclamó la mayor parte de Irán como parte de su territorio, y dentro de 10 años estableció un control completo sobre el mismo. Ismaíl siguió la línea de los gobernantes iraníes y turcomanos antes de asumir el título de "Padishah-i Irán", anteriormente en manos de Uzun Hasan y muchos otros reyes iraníes. Los sultanes otomanos se dirigieron a él como el rey de las tierras iraníes y el heredero de Jamshid y Kai Khosrow.
Habiendo comenzado con la posesión de Azerbaiyán, Shirván, el sur de Daguestán (con su importante ciudad de Derbent) y Armenia en 1501, Erzincan y Erzurum cayeron en su poder en 1502, Hamadán en 1503, Shiraz y Kermán en 1504, Diyarbakir, Náyaf y Kerbala en 1507, Van en 1508, Bagdad en 1509 y Herat, así como otras partes de Jorasán, en 1510. En 1503, los reinos de Kartli y Kajetia también se convirtieron en sus vasallos. Para 1511, los uzbekos en el noreste, liderados por su Khan Muhammad Shaybani, fueron expulsados hacia el norte, cruzando el río Oxus, desde donde continuaron atacando a los safávidas. La decisiva victoria de Ismaíl sobre los uzbekos, que habían ocupado la mayor parte de Jorasán, aseguró las fronteras orientales de Irán, y los uzbekos nunca más se expandieron más allá del Hindukush. Aunque los uzbekos continuaron haciendo incursiones ocasionales en Jorasán, la dinastía safávida pudo mantenerlos a raya durante toda su existencia.

#### Inicio de los enfrentamientos con los otomanos
Más problemático para los safávidas fue el poderoso Imperio otomano. Los otomanos, una dinastía sunita, consideraron que el reclutamiento activo de las tribus turcomanas de Anatolia para la causa safávida suponía una gran amenaza. Para contrarrestar el creciente poder safávida, en 1502, el sultán Bayezid II deportó por la fuerza a muchos musulmanes chiitas de Anatolia a otras partes del imperio. En 1511, la rebelión de Şahkulu fue un levantamiento generalizado a favor de los chiitas y los sabios dirigido contra el Imperio otomano desde el interior del imperio. Además, a principios de la década de 1510, las políticas expansionistas de Ismaíl habían empujado las fronteras safávidas en Asia Menor aún más hacia el oeste. Los otomanos pronto reaccionaron a una incursión a gran escala en el este de Anatolia por los ghazis safavíes bajo Nūr-ʿAlī Ḵalīfa. Esta acción coincidió con la ascensión al trono otomano en 1512 del sultán Selim I, hijo de Bayezid II, y fue el casus belli que llevó a la decisión de Selim de invadir el vecino Irán dos años después.
En 1514, el sultán marchó a través de Anatolia y llegó a la llanura de Chaldiran, cerca de la ciudad de Khoy, donde se libró una batalla decisiva. La mayoría de las fuentes están de acuerdo en que el ejército otomano tenía al menos el doble del tamaño del de Ismāʻīl; asimismo, tenían la ventaja de la artillería, de la que carecía el ejército safávida. Según R.M. Savory, «el plan de Selim era pasar el invierno en Tabriz y completar la conquista de Persia la primavera siguiente. Sin embargo, un motín entre los oficiales que se negaron a pasar el invierno en Tabriz, lo obligó a retirarse a través del territorio devastado por las fuerzas safávidas, ocho días después». Aunque Ismāʻīl fue derrotado y su capital fue capturada, el Imperio safávida sobrevivió. La guerra entre las dos potencias continuó bajo el hijo de Ismāʻīl, el emperador Tahmasp I, y el sultán otomano Solimán el Magnífico, hasta que el Shah Abbās retomó el área perdida en 1602.
Las consecuencias de la derrota en Chaldiran también fueron psicológicas para Ismāʻil: la derrota destruyó la creencia de Ismāʻil en su invencibilidad, basada en su estado divino. Las relaciones con sus seguidores Qizilbash también fueron fundamentalmente alteradas. Las rivalidades tribales entre los Qizilbash, que cesaron temporalmente antes de la derrota en Chaldiran, resurgieron de forma intensa inmediatamente después de la muerte de Ismāʻil y llevaron a diez años de guerra civil (930/40-1524/33) hasta que Shāh Tahmāsp recuperó el control de los asuntos del Estado. Durante la mayor parte de la última década del reinado de Ismail, los asuntos internos del imperio eran supervisados por el visir tayiko Mirza Shah Hossein hasta su asesinato en 1523. La batalla de Chaldiran tiene asimismo un significado histórico como el comienzo de más de 300 años de guerra frecuente y dura impulsada por la geopolítica y las diferencias ideológicas entre los otomanos y los safavíes iraníes (así como los sucesivos Estados iraníes) principalmente en lo que respecta a los territorios en el este de Anatolia, el Cáucaso y Mesopotamia.
El primer poder de los safávidas en Irán se basó en el poder militar de los Qizilbash. Ismāʻil explotó el primer elemento para tomar el poder en Irán. Pero evitando la política después de su derrota en Chaldiran, dejó los asuntos del gobierno a la oficina del wakīl (administrador principal, vakil en turco). Los sucesores de Ismāʻil, más manifiestamente Abbās I, disminuyeron con éxito la influencia de los Qizilbash en los asuntos estatales.

### Shāh Tahmāsp (r. 1524-1576)

#### Conflicto civil en los inicios de su reinado
Tahmāsp, el joven gobernador titular de Jorasán, sucedió a su padre Ismāʻil en 1524, cuando tenía diez años y tres meses. La sucesión fue evidentemente indiscutible. Tahmāsp era el pupilo del poderoso Qizilbash amir Ali Beg Rūmlū (titulado "Div Soltān Rumlu") que se veía a sí mismo como el gobernante de facto del estado. Rūmlū y Kopek Sultān Ustajlu (quien había sido el último wakīl de Ismail) se establecieron como corregentes del joven shah. Los Qizilbash, que aún sufrían las consecuencias de la batalla de Chaldiran, estaban envueltos en rivalidades internas. Los primeros dos años del reinado de Tahmāsp se consumieron con los esfuerzos de Div Sultān para eliminar a Ustajlu del poder. Esta intriga judicial conduce directamente al conflicto tribal. Comenzando en 1526 estallaron batallas periódicas, comenzando en el noroeste de Irán pero pronto involucrando a todo Jorasán. En ausencia de una figura carismática y mesiánica como Ismail, los líderes tribales reclamaron su prerrogativa tradicional y amenazaron con volver a la época de los caudillos locales. Durante casi 10 años, las facciones rivales de Qizilbash lucharon entre sí. Primero, la tribu Ustajlu de Kopek Sultān fue la que más sufrió, y él mismo fue asesinado en una batalla.
Así, Div Soltān salió victorioso en la primera lucha del palacio, pero fue víctima de Chuha Sultān de Takkalu, quien volvió a Tahmāsp contra su primer mentor. En 1527, Tahmāsp demostró su deseo disparando una flecha a Div Soltān ante la corte reunida. Los Takkalu reemplazaron a los Rumlu como la tribu dominante. A su vez, serían reemplazados por los Shamlu, cuyo emir, Husain Khan, se convirtió en el principal asesor. Este último líder solo duraría hasta 1534, cuando fue depuesto y ejecutado.
Con la caída de Husain Khan, Tahmāsp afirmó su gobierno. En lugar de confiar en otra tribu turcomana, nombró a un wakīl persa. A partir de 1553, durante cuarenta años, el sah pudo evitar ser atrapado en traiciones tribales. Pero la década de la guerra civil había expuesto al imperio al peligro extranjero y Tahmāsp tuvo que centrar su atención en las repetidas incursiones de los uzbekos.

#### Amenazas extranjeras
Los uzbekos, durante el reinado de Tahmāsp, atacaron las provincias orientales del reino cinco veces, y los otomanos bajo Solimān I invadieron Irán cuatro veces. El control descentralizado sobre las fuerzas uzbekas fue en gran parte responsable de la incapacidad de los uzbekos de hacer incursiones territoriales en Jorasan. Dejando a un lado la disensión interna, los nobles safávidas respondieron a una amenaza a Herat en 1528 cabalgando hacia el este con Tahmāsp (entonces de 17 años) y derrotando a las fuerzas numéricamente superiores de los uzbekos en Jām. La victoria resultó al menos en parte por el uso de armas de fuego por parte de los safávidas, que habían estado adquiriendo desde Chaldiran.
A pesar del éxito con las armas de fuego en Jām, Tahmāsp aún carecía de la confianza para enfrentarse a sus archirrivales, los otomanos, eligiendo en cambio ceder territorio, a menudo usando tácticas de tierra quemada en el proceso. El objetivo de los otomanos en las campañas de 1534 y 1548-1549, durante la guerra otomana-safávida de 1532-1555, era instalar a los hermanos de Tahmāsp (Sam Mirza y Alqas Mirza, respectivamente) como shah para hacer de Irán un estado vasallo. Aunque en esas campañas (y en 1554) los otomanos capturaron Tabriz, carecían de una línea de comunicación suficiente para ocuparlo por mucho tiempo. Sin embargo, dada la inseguridad en Irak y su territorio del noroeste, Tahmāsp trasladó su corte de Tabriz a Qazvin.
En la crisis más grave del reinado de Tahmāsp, las fuerzas otomanas en 1553-1554 capturaron Ereván, Karabaj y Najicheván (ciudad), destruyeron palacios, villas y jardines, y amenazaron con tomar Ardabil. Durante estas operaciones, un agente de los Samlu (ahora apoyando las pretensiones de Sam Mizra) intentó envenenar al sha. Tahmāsp decidió poner fin a las hostilidades y envió a su embajador a los cuarteles de invierno de Soleymān en Erzurum en septiembre de 1554 para pedir la paz. Los términos temporales fueron seguidos por la Paz de Amasya en junio de 1555, poniendo fin a la guerra con los otomanos durante las siguientes dos décadas. El tratado fue el primer reconocimiento diplomático formal del Imperio safávida por parte de los otomanos. Durante la paz, los otomanos acordaron restaurar Ereván, Karabaj y Najicheván a los safávidas y, a su vez, retendrían Mesopotamia (Irak) y el este de Anatolia. Soleymān acordó permitir que los peregrinos chiitas hicieran peregrinaciones a La Meca y Medina, así como a las tumbas de los imanes en Irak y Arabia con la condición de que el sah aboliría el taburru, la maldición de los primeros tres califas Rashidun. Fue un precio muy alto en términos de territorio y prestigio perdido, pero permitió que el imperio perdurara, algo que parecía improbable durante los primeros años del reinado de Tahmāsp.

#### Refugiados reales: Bayezid y Humayun
Casi simultáneamente con la aparición del Imperio safávida, el Imperio mogol, fundado por el príncipe timúrida Babur, se estaba desarrollando en el sur de Asia. Los mogoles se adhirieron (en su mayor parte) a un islam sunita tolerante mientras gobernaban una población mayoritariamente hindú. Después de la muerte de Babur, su hijo Humayun fue expulsado de sus territorios y amenazado por su medio hermano y rival, que había heredado la parte norte de los territorios de Babur. Teniendo que huir de ciudad en ciudad, Humayun finalmente buscó refugio en la corte de Tahmāsp en Qazvín en 1543. Tahmāsp recibió a Humayun como el verdadero emperador de la dinastía mogol, a pesar de que había estado viviendo en el exilio durante más de quince años. Después de que Humayun se convirtió al islam chiita (bajo extrema presión), Tahmāsp le ofreció asistencia militar para recuperar sus territorios a cambio de Kandahar, que controlaba la ruta comercial terrestre entre el centro de Irán y el Ganges. En 1545, una fuerza combinada iraní-mogol logró tomar Kandahar y ocupar Kabul. Humayun entregó Kandahar, pero Tahmāsp se vio obligado a retomarlo en 1558, después de que Humayun lo confiscó con la muerte del gobernador safávida.
Humayun no fue la única figura real que buscó refugio en la corte de Tahmasp. Surgió una disputa en el Imperio otomano sobre quién iba a suceder al anciano Solimán el Magnífico. La esposa favorita de Solimán, Hürrem Sultan, estaba ansiosa porque su hijo, Selim, se convirtiera en el próximo sultán. Pero Selim era alcohólico y el otro hijo de Hürrem, Bayezid, había demostrado una capacidad militar mucho mayor. Los dos príncipes entraron en conflicto y, finalmente, Bayezid se rebeló contra su padre. Su carta de remordimiento nunca llegó a Solimán, y se vio obligado a huir al extranjero para evitar la ejecución. En 1559 Bayezid llegó a Irán, donde Tahmasp le dio una cálida bienvenida. Suleiman estaba ansioso por negociar el regreso de su hijo, pero Tahmasp rechazó sus promesas y amenazas hasta que, en 1561, Suleiman se comprometió con él. En septiembre de ese año, Tahmasp y Bayezid estaban disfrutando de un banquete en Tabriz cuando Tahmasp de repente fingió haber recibido noticias de que el príncipe otomano estaba involucrado en un complot contra su vida. Una multitud enojada se reunió y Tahmasp hizo detener a Bayezid, alegando que era por su propia seguridad. Tahmasp lo entregó al príncipe al embajador otomano. Poco después, Bayezid sería ejecutado.

#### Legado del sha Tahmasp
Cuando el joven Shah Tahmāsp tomó el trono, Irán estaba en un estado grave. Pero a pesar de una economía débil, una guerra civil y guerras extranjeras en dos frentes, Tahmāsp logró conservar su corona y mantener la integridad territorial del imperio (aunque muy reducido desde el tiempo de Ismail). Durante los primeros 30 años de su largo reinado, fue capaz de suprimir las divisiones internas ejerciendo control sobre una fuerza militar central fortalecida. En la guerra contra los uzbekos, demostró que los safávidas se habían convertido en un imperio de pólvora. Sus tácticas para hacer frente a la amenaza otomana finalmente permitieron un tratado que conservó la paz durante veinte años.
En asuntos culturales, Tahmāsp presidió el renacimiento de las bellas artes, que florecieron bajo su patrocinio. La cultura safávida a menudo es admirada por la planificación y arquitectura de la ciudad a gran escala, los logros alcanzados durante el reinado de los shah posteriores, pero las artes de la miniatura persa, la encuadernación de libros y la caligrafía, de hecho, nunca recibieron tanta atención como lo hicieron durante su gobierno.
Tahmāsp también plantó las semillas que, sin querer, producirían cambios mucho más tarde. Durante su reinado se dio cuenta mientras miraba tanto a su propio imperio como al de los vecinos otomanos, que había facciones rivales peligrosas y rivalidades familiares internas que eran una amenaza para los jefes de Estado. No atendidos en consecuencia, constituían una grave amenaza para el gobernante, o peor aún, podrían provocar la caída del primero o podrían conducir a intrigas judiciales innecesarias. Según la Encyclopædia Iranica, para Tahmāsp, el problema giraba en torno a la élite tribal militar del imperio, los Qizilbash, que creían que la proximidad física y el control de un miembro de la familia safávida inmediata garantizaban ventajas espirituales, fortuna política y avance material. A pesar de que Tahmāsp podía anular y descuidar algunas de sus inquietudes con respecto a posibles problemas relacionados con su familia al hacer que sus parientes masculinos directos y cercanos, como sus hermanos e hijos, se transfirieran rutinariamente a varias gobernaciones en el imperio, entendió y se dio cuenta de que cualquier de las soluciones a largo plazo implicarían principalmente minimizar la presencia política y militar de los Qizilbash en su conjunto. Según la Encyclopædia Iranica, su padre y fundador del Imperio, Ismail I, había comenzado este proceso a nivel burocrático cuando nombró a varios persas prominentes en posiciones burocráticas poderosas, y uno puede ver que esto continúa en la larga y cercana relación de Tahmāsp con el visir jefe, Qāżi Jahān de Qazvin, después de 1535. Mientras que los persas continuaron desempeñando su papel histórico como administradores y élites clericales bajo Tahmāsp, hasta ahora se había hecho poco para minimizar el papel militar de los Qizilbash. Por lo tanto, en 1540, Tahmāsp comenzó la primera de una serie de invasiones de la región del Cáucaso, ambas destinadas a entrenar y perforar a sus soldados, y principalmente a traer a un gran número de esclavos cristianos circasianos y georgianos, que formarían la base de un sistema de esclavos militares, al igual que los jenízaros del vecino Imperio otomano, y al mismo tiempo formaría una nueva capa en la sociedad iraní compuesta por grupos étnicos Caucásicos. En la cuarta invasión en 1553, ahora estaba claro que Tahmāsp siguió una política de anexión y reasentamiento cuando obtuvo el control sobre Tbilisi (Tiflis) y la región de Kartli mientras trasplantaba físicamente a más de 30 000 personas al corazón del centro de Irán. Según la Encyclopædia Iranica, este sería el punto de partida para el cuerpo de ḡolāmān-e ḵāṣṣa-ye-e šarifa, o esclavos reales, que dominarían al ejército safávida durante la mayor parte del imperio. Como los no turcomanos se convierten al islam, estos ḡolāmāns circasianos y georgianos (también escritos como ghulams) estaban completamente libres de lealtades de clanes y obligaciones de parentesco, lo cual era una característica atractiva para un gobernante como Tahmāsp cuya infancia y educación habían sido profundamente afectadas por la política tribal de Qizilbash. A su vez, muchas de estas mujeres trasplantadas se convirtieron en esposas y concubinas de Tahmāsp, y el harén safávida surgió como un escenario competitivo y, a veces, letal, de política étnica, como camarillas de mujeres y cortesanos turcomanos, circasianos y georgianos que competían con cada uno, otro problema para la atención del sha.
Aunque los primeros soldados esclavos no se organizarían hasta el reinado de Abbás I, durante la época de Tahmāsp, los caucásicos ya se convertirían en miembros importantes de la casa real, el harén y de la administración civil y militar, y eso se convertiría en su forma de finalmente convertirse en una parte integral de la sociedad. Una de las hermanas de Tahmāsp se casó con un circasiano, quien usaría su oficina de la corte para formar un equipo con la hija de Tahmāsp, Pari Khān Khānum para afirmarse en asuntos de sucesión después de la muerte de Tahmāsp.
Después de la paz de Amasya, Tasmāsp se sometió a lo que llamó un "arrepentimiento sincero". Al mismo tiempo, Tasmāsp retiró a su hijo Ismail de sus seguidores de Qizilbash y lo encarceló en Qahqaha. Además, comenzó a fortalecer la práctica chiita mediante la prohibición en la nueva capital de la poesía y la música de Qazvin, que no estimaban a Ali y los Doce Imams. También redujo los impuestos de los distritos que tradicionalmente eran chiíes, los servicios regulados en las mezquitas y los propagandistas y espías chiíes comprometidos. La extorsión, la intimidación y el acoso se practicaron contra los sunitas.
Cuando Tahmāsp murió en 984/1576, Irán estaba tranquilo, con fronteras seguras y sin una amenaza inminente ni de los uzbekos ni de los otomanos. Sin embargo, lo que permaneció sin cambios fue la constante amenaza de desafección local con la débil autoridad central. Esa condición no cambiaría (y de hecho empeoraría) hasta que el nieto de Tahmāsp, Abbás I, asumiera el trono.

### Caos bajo los hijos de Tahmasp
Tras la muerte de Tahmāsp, el apoyo a un sucesor se unió en torno a dos de sus nueve hijos; el apoyo se dividió en líneas étnicas: Ismail recibió el apoyo de la mayoría de las tribus turcomanas, así como su hermana Pari Khān Khānum, su tío circasiano Shamkhal Sultan y el resto de los circasianos, mientras que Haydar fue apoyado principalmente por los georgianos en la corte, aunque también contó con el apoyo de los turcomanos Ustajlu. Ismail había sido encarcelado en Qahqaha desde 1556 por su padre acusado de planear un golpe de Estado, pero su selección estaba asegurada cuando 30 000 partidarios Qizilbash se manifestaron fuera de la prisión. Poco después de la instalación de Ismail II el 22 de agosto de 1576, Haydar fue decapitado.

#### Ismaíl II
El reinado de 14 meses de Ismail fue notable por dos cosas: el continuo derramamiento de sangre de sus familiares y otros (incluidos sus propios partidarios) y su inversión en la religión. Mataron a todos sus parientes, excepto a su hermano mayor, Mohammed Khodabanda, quien, casi ciego, no era un verdadero candidato para el trono, y los tres hijos de Mohammad, Hamza Mirza, Abbás Mirza y Abu Tálib Mirza. Si bien las sangrientas acciones de Ismaíl podrían explicarse por la prudencia política (los sultanes otomanos ocasionalmente purgaban el linaje para evitar la sucesión de rivales), sus acciones contra los chiitas sugieren represalias contra su padre, que se veía a sí mismo como un practicante piadoso. Ismaíl buscó reintroducir la ortodoxia sunita. Pero incluso aquí puede haber habido consideraciones políticas prácticas; a saber, «preocupación por la posición excesivamente poderosa de los dignatarios chiitas, que habría sido socavada por una reintroducción del sunismo». Su conducta también podría explicarse por su uso de drogas. En cualquier caso, finalmente fue asesinado (según algunos relatos) por su media hermana circasiana, Pari Khān Khānum, quien lo defendió sobre Haydar. Se dice que envenenó su opio.

#### Mohammad Khodabanda (r. 1578-1587)
A la muerte de Ismaíl II hubo tres candidatos para la sucesión: Shāh Shujā, el hijo pequeño de Ismaíl (de solo unas semanas), el hermano de Ismaíl, Mohammed Khodabanda; y el hijo de Mohammad, el sultán Hamza Mirza, de 11 años. Pari Khān Khānum, hermana de Ismaíl y Mohammad, esperaba actuar como regente para cualquiera de los tres (incluido su hermano mayor, que era casi ciego). Mohammad fue seleccionado y recibió la corona el 11 de febrero de 1579. Mohammad gobernaría durante 10 años, y su hermana al principio dominó la corte, pero ella cayó en la primera de muchas intrigas que continuaron; asimismo los uzbekos y los otomanos aprovecharon la oportunidad para amenazar el territorio safávida.
Mohammad permitió que otros dirigieran los asuntos de estado, pero ninguno de ellos tenía el prestigio, la habilidad o la crueldad de Tahmāsp o Ismaíl II para controlar a las facciones étnicas o palaciegas, y cada uno de sus gobernantes encontró extremos sombríos. La hermana menor de Mohammad, que participó en establecer en el trono a Ismaíl II y, por lo tanto, tuvo una influencia considerable entre los Qizilbash, fue la primera. No duró mucho más que la instalación de Mohammad en Qazvin, donde fue asesinada. El visir Mirza Salman Jaberi (que era un funcionario del reinado de Ismaíl II) y la esposa principal de Mohammad, Khayr al-Nisa Begum, conocida como Mahd-i 'Ulyā, intrigaron para acabar con ella. Hay indicios de que Mirza Salman fue la conspiradora principal. Pari Khān Khānum contaba con un fuerte apoyo entre los Qizilbash, y su tío, Shamkhal Sultan, era un prominente circasiano que tenía un alto cargo oficial. Mirza Salman dejó la capital antes de que Pari Khān Khānum cerrara las puertas y pudiera encontrarse con Mohammad Khodabanda y su esposa en Shiraz, a quienes ofreció sus servicios. Puede haber creído que gobernaría una vez que su enemigo fuera eliminado, pero Mahd-i 'Ulyā demostró ser el más fuerte de los dos.

De ninguna manera se contentó con ejercer una influencia más o menos indirecta en los asuntos de estado: en cambio, ella misma llevó a cabo abiertamente todas las funciones esenciales, incluida la designación de los principales oficiales del reino. En lugar de la audiencia real habitual, estos altos dignatarios tuvieron que reunirse cada mañana en la entrada de los aposentos de las mujeres para recibir las órdenes de los Begum. En estas ocasiones los edictos reales fueron redactados y sellados.
Roemer

Los emires exigieron que fuera expulsada, y Mahd-i Ulya fue estrangulada en el harén en julio de 1579 debido a una supuesta aventura con el hermano del khan de Crimea, Adil Giray. Ninguno de los perpetradores fue llevado ante la justicia, aunque el sah dio una conferencia a los emires reunidos sobre cómo se apartaron de las viejas costumbres cuando el sah era maestro de sus discípulos sufíes. El shah aprovechó esa ocasión para proclamar al príncipe heredero del sultán Hamza Mirza (el favorito de Mahd-i 'Ulyā) de 11 años.
Las intrigas del palacio reflejaban disturbios étnicos que pronto estallarían en una guerra abierta. Los vecinos de Irán aprovecharon la oportunidad para atacar. Los uzbekos atacaron en la primavera de 1578, pero fueron repelidos por Murtaza Quli Sultan, gobernador de Mashhad. Más en serio, los otomanos pusieron fin a la paz de Amasya y comenzaron una guerra con Irán que duraría hasta 1590 al invadir los territorios iraníes de Georgia y Shirvan. Mientras los ataques iniciales fueron repelidos, los otomanos continuaron y tomaron un territorio considerable en Transcaucasia, Daguestán, Kurdistán y Luristán y en 993/1585 incluso tomaron Tabriz.
En medio de estos peligros extranjeros, estalló una rebelión en Jorasán fomentada por (o en nombre de) el hijo de Mohammad, Abbás. Ali Quli Khan Shamlu, el lala de Abbás y el hombre de Ismaíl II en Herat proclamaron a Abbás shah en abril de 1581. Al año siguiente, las fuerzas leales Qizilbash (los turcomanos y Takkalu que controlaban Qazvin), con el visir Mirza Salman y el príncipe heredero Sultan Hamza Mirza a la cabeza, se enfrentaron a la coalición rebelde Ustajlu-Shamlu que había asumido el control de Jorasán bajo el gobierno nominal del joven Abbás. El jefe Ustajlu, Murshid Quli Khan, accedió de inmediato y recibió un perdón real. Sin embargo, el líder de Shumlu, Ali Quli Khan, se escondió dentro de Herat con Abbás. El visir pensó que las fuerzas reales no pudieron procesar el asedio lo suficiente y acusó a las fuerzas de sedición. Los leales Qizibash retrocedieron ante su tratamiento por parte de Mirza Salman, a quien resentían por una serie de razones (entre ellas el hecho de que un tayiko recibió el mando militar sobre ellos), y exigió que se lo entregaran. El príncipe heredero (el yerno del visir) lo entregó dócilmente, y los Qizilbash lo ejecutaron y confiscaron sus propiedades. El asedio de Herat terminó así en 1583 sin la rendición de Ali Quli Khan, y Jorasán estaba en un estado de rebelión abierta.
En 1585 ocurrieron dos eventos que se combinarían para romper el estancamiento entre los Qizilbash. Primero, en el oeste, los otomanos, al ver el desorden, presionaron profundamente en territorio safávida y ocuparon la antigua capital, Tabriz. El príncipe heredero Hamza Mirza, ahora de 21 años y director de los asuntos del imperio, dirigió una fuerza para confrontar a los otomanos, pero en 1586 fue asesinado en circunstancias misteriosas. En el este, Murshid Quli Khan, de la tribu Ustajlu, logró expulsar a Abbás lejos del Shamlus. Dos años más tarde, en 1587, la invasión masiva de Jorasán por los uzbekos demostró la ocasión por la cual Murshid Quli Khan haría una jugada por la supremacía en Qazvin. Cuando llegó a la capital con Abbás, una manifestación pública a favor del niño decidió el asunto, y Mohammad entregó voluntariamente las insignias de la realeza a su hijo, quien fue coronado Abbás I el 1 de octubre de 1588. El momento fue grave para el imperio, con los otomanos en lo profundo del territorio iraní en el oeste y el norte y los uzbekos en posesión de la mitad de Jorasán en el este.

### Shah Abbás (r. 1588-1629)
Abbás I, de 16 años, fue instalado como shah nominal en 1588, pero el verdadero poder estaba destinado a permanecer en manos de su "mentor", Murshid Quli Khan, quien dividió las oficinas judiciales y las principales gobernaciones entre los Qizilbash y tomó el título de wakīl para sí mismo. La propia posición de Abbás parecía aún más dependiente de la aprobación de los Qizilbash que incluso la de Mohammad Khodabanda. La dependencia de Abbás de los Qizilbash (que proporcionaba la única fuerza militar) se vio reforzada por la precaria situación del imperio, en el marco del saqueo territorial otomano y uzbeko. Sin embargo, en el transcurso de diez años, Abbás fue capaz, con pasos cautelosos pero decisivos, de impulsar una profunda transformación de la administración y el ejército safávida, rechazar a los invasores extranjeros y presidir el florecimiento del arte persa.

#### Restauración de la autoridad central
Si Abbás había formado completamente su estrategia desde el principio, al menos en retrospectiva, su método para restaurar la autoridad del sha implicaba tres fases: (1) restauración de la seguridad interna y la ley y el orden; (2) recuperación de los territorios orientales de los uzbekos; y (3) recuperación de los territorios occidentales de los otomanos. Antes de que pudiera comenzar a embarcarse en la primera etapa, necesitaba aliviar la amenaza más grave para el imperio: la presión militar de los otomanos. Lo hizo al dar el paso humillante de llegar a un acuerdo de paz con los otomanos al hacer, por ahora, permanentes sus ganancias territoriales en Irak y los territorios del norte, incluidos Azerbaiyán, karabaj, Ganyá, el este de Georgia (que comprende el Reino de Kartli y Kajetia), Daguestán y Kurdistán. Al mismo tiempo, tomó medidas para asegurarse de que los Qizilbash no confundieran esta aparente muestra de debilidad como una señal para una mayor rivalidad tribal en la corte. Aunque nadie podría haberse erizado más ante la toma de poder de su "mentor" Murshid Quli Khan, reunió a los líderes de un complot para asesinar al wakīl y los ejecutó. Luego, después de haber señalado que no alentaría las rivalidades incluso pretendiendo favorecer sus intereses, se sintió lo suficientemente seguro como para que Murshid Quli Khan fuera asesinado por sus propias órdenes en julio de 1589. Estaba claro que el estilo de liderazgo de Abbás sería completamente diferente al de Mohammad Khodabanda.
Abbás pudo comenzar a transformar gradualmente el imperio de una confederación tribal a un gobierno imperial moderno mediante la transferencia de provincias del gobierno mamalik (provincial) gobernado por un jefe Qizilbash y cuyos ingresos principalmente apoyaron la administración local de Qizilbash y las fuerzas al gobierno khass (central) presidido por una persona designada por la corte y cuyos ingresos volvieron a la corte. Particularmente importantes a este respecto fueron las provincias de Gilan y Mazandaran, que produjeron la exportación más importante de Irán; seda. Con los nuevos ingresos sustanciales, Abbás pudo construir un ejército central y permanente, leal solo a él. Esto lo liberó de su dependencia de los guerreros Qizilbash leales a los jefes tribales locales.
Sin embargo, lo que efectivamente cortó por completo la dependencia de Abbás de los Qizilbash fue cómo constituyó este nuevo ejército. Para no favorecer a una tribu turca sobre otra y para evitar inflamar la enemistad turco-persa, reclutó a su ejército de la "tercera fuerza", una política que se había implementado en sus pequeños pasos desde el reinado de Tahmasp I, los Ghulāms (esclavos) circasianos, georgianos y en menor medida armenios que (después de la conversión al islam) fueron entrenados para el ejército o alguna rama de la administración civil o militar. El ejército permanente creado por Abbás consistió en: (1) 10 000−15 000 hombres de regimientos de caballería ghulām compuestos únicamente por etnias caucásicas, armados con mosquetes además de las armas habituales (entonces la caballería más grande del mundo); (2) un cuerpo de mosqueteros, tufangchiyān, principalmente iraníes, originalmente soldados de infantería pero al final montados, y (3) un cuerpo de artilleros, tūpchiyān. Ambos cuerpos de mosqueteros y artilleros totalizaron 12 000 hombres. Además, la guardia personal del sha, compuesto exclusivamente por ghulāms caucásicos, se incrementó dramáticamente a 3000. Esta fuerza de ghulams caucásicos bien entrenados bajo Abbás ascendió a un total de cerca de 40 000 soldados pagados y en deuda con el Shah.
Abbás también aumentó considerablemente el número de cañones a su disposición, permitiéndole desplegar 500 en una sola batalla. Se impuso una disciplina despiadada y el saqueo fue severamente castigado. Abbás también pudo recurrir al consejo militar de varios enviados europeos, particularmente de los aventureros ingleses sir Anthony Shirley y su hermano Robert Shirley, quienes llegaron en 1598 como enviados del conde de Essex en una misión no oficial para inducir a Irán a un alianza anti-otomana. Según lo mencionado por la Encyclopaedia Iranica, por último, desde 1600 en adelante, el estadista safávida Allāhverdī Khan, junto con Robert Sherley, emprendió nuevas reorganizaciones del ejército, lo que significó, entre otras cosas, aumentar aún más el número de ghulams a 25 000.
Abbás también trasladó la capital a Isfahán, más al interior del centro de Irán. Abbás construyó una nueva ciudad junto a la antigua persa. A partir de este momento, el estado comenzó a adquirir un carácter más persa. Los safávidas finalmente lograron establecer una nueva monarquía nacional persa.

#### Recuperación del territorio de los uzbekos y los otomanos
Abbás primero luchó contra los uzbekos, recuperando Herat y Mashhad en 1598. Luego se volvió contra el archirrival de Irán, los otomanos, recuperando Bagdad, el este de Irak y las provincias caucásicas en 1616, durante la Guerra otomano-safávida (1603-1618), marcando la primera gran victoria safávida sobre los otomanos. También utilizó su nueva fuerza para desalojar a los portugueses de Baréin (1602) y, con ayuda de Inglaterra, de Ormuz (1622), en el golfo Pérsico (un vínculo vital en el comercio portugués con la India). Extendió los vínculos comerciales con la English East India Company y la Dutch East India Company. Así, Abbás pudo romper la dependencia de los Qizilbash para el poder militar indefinidamente y, por lo tanto, pudo centralizar completamente el control por primera vez desde la fundación del estado safávida.
Los turcos otomanos y safávidas lucharon por las fértiles llanuras de Irak durante más de 150 años. La captura de Bagdad por Ismaíl I en 1509 solo fue seguida por su pérdida ante el sultán otomano Suleiman I en 1534. Después de las campañas posteriores, los safávidas recapturaron Bagdad en 1623 durante la guerra otomano-safávida (1623-1639) pero la perdieron nuevamente ante Murad IV en 1638 después de que Abbás había muerto. De ahora en adelante, se estableció un tratado, firmado en Qasr-e Shirin conocido como el Tratado de Zuhab, delineando una frontera entre Irán y Turquía en 1639, una frontera que todavía se encuentra en el noroeste de Irán/sureste de Turquía. El tira y afloja de 150 años acentuó la grieta sunita y chiita en Irak.

#### Represión del levantamiento georgiano
En 1614-1616 durante la guerra otomana-safávida (1603-1618), Abbás reprimió una rebelión liderada por sus súbditos georgianos más leales Luarsab II y Teimuraz I (también conocido como Tahmuras Khan) en el reino de Kajetia. En 1613, Abbás nombró a estos confiables ghulams georgianos suyos en los tronos títeres de Kartli y Kakheti. Más tarde ese año, cuando el sah los convocó para unirse a él en una expedición de caza en Mazandaran, no se presentaron debido al temor de que fueran encarcelados o asesinados. Finalmente, formando una alianza, los dos buscaron refugio con las fuerzas otomanas en Imereti. Esta deserción de dos de los súbditos y ghulams más confiables del shah enfureció al shah, según lo informado por el historiador de la corte safávida Iskander Beg Munshi.
La primavera siguiente, en 1614, Abbás I nombró a un nieto de Alejandro II de Imereti para el trono de Kartli, Jesse de Kajetia, también conocido como "Isā Khān". Criado en la corte de Isfahán y musulmán, fue totalmente leal al sha. Posteriormente, el sah marchó sobre Grem, la capital de Imereti, y castigó a su pueblo por albergar a sus traidores súbditos. Regresó a Kartli, y en dos campañas punitivas devastó Tbilisi, mató a 60−70 000 campesinos georgianos de Kajetia y deportó entre 130 000–200 000 cautivos georgianos al territorio de Irán. Después de asegurar completamente la región, ejecutó al rebelde Luarsab II de Kartli y más tarde hizo que la reina georgiana Ketevan, que había sido enviada al sha como negociadora, fuera torturada hasta la muerte cuando se negó a renunciar al cristianismo, en un acto de venganza por el regreso de Teimuraz. Kajetia perdió dos tercios de su población en estos años por la campaña punitiva de Abbás. La mayoría fueron deportados a Irán, mientras que otros fueron masacrados.
Teimuraz regresó al este de Georgia en 1615 y derrotó a una fuerza safávida. Sin embargo, fue solo un breve revés, ya que Abbás ya había estado haciendo planes a largo plazo para evitar nuevas incursiones. Finalmente tuvo éxito en hacer de los territorios georgianos orientales una parte integral de las provincias safávidas. En 1619 nombró al leal Simón II (o Semayun Khan) en el trono simbólico de Kajetia, mientras colocaba una serie de sus propios gobernadores para gobernar los distritos donde se encontraban principalmente los habitantes rebeldes. [116] Además, planeaba deportar a todos los nobles de Kartli. El gobierno iraní había sido completamente restaurado en el este de Georgia, pero los territorios georgianos continuarían ofreciendo resistencia a las invasiones safávidas desde 1624 hasta la muerte de Abbás. Moreover, he planned to deport all nobles of Kartli.

#### Supresión de la revuelta kurda
En 1609-1610, estalló una guerra entre las tribus kurdas y el Imperio safávida. Después de un asedio largo y sangriento dirigido por el gran visir Hatem Beg, que duró desde noviembre de 1609 hasta el verano de 1610, la fortaleza kurda de Dimdim fue capturada. Shah Abbás ordenó una masacre general en Beradost y Mukriyan (Mahabad, reportado por Eskandar Beg Monshi, historiador safávida (1557-1642), en "Alam Ara Abbasi") y reasentó a la tribu turca Afshar en la región mientras deportaba a muchas tribus kurdas a Jorasán. Hoy en día, hay una comunidad de casi 1,7 millones de personas que son descendientes de las tribus deportadas desde Kurdistán a Jorasán (noreste de Irán) por los safavíes.

#### Contactos con Europa
La tolerancia de Abbás hacia los cristianos fue parte de su política de establecer vínculos diplomáticos con las potencias europeas para tratar de obtener su ayuda en la lucha contra su enemigo común, el Imperio otomano. La idea de tal alianza anti-otomana no era nueva, más de un siglo antes, Uzun Hassan, entonces gobernante de una parte de Irán, había pedido ayuda militar a los venecianos, pero ninguno de los safávidas había hecho gestiones diplomáticas a Europa. Ismaíl I fue el primero de los safávidas en tratar de establecer una vez más una alianza contra el enemigo otomano común a través de las primeras etapas de la alianza Habsburgo-Persa, pero esto también resultó ser infructuoso durante su reinado. La actitud de Abbás, sin embargo, estaba en marcado contraste con la de su abuelo, Tahmasp I, quien había expulsado al viajero inglés Anthony Jenkinson de su corte al enterarse de que era cristiano. Por su parte, Abbás declaró que «prefería el polvo de las suelas de los zapatos del más bajo cristiano al más alto otomano». Abbás tomaría medidas activas y todas las necesarias para sellar las alianzas.
En 1599, Abbás envió su primera misión diplomática a Europa. El grupo cruzó el mar Caspio y pasó el invierno en Moscú antes de continuar a través de Noruega y Alemania (donde fue recibido por el emperador Rodolfo II) a Roma, donde el papa Clemente VIII dio a los viajeros una larga audiencia. Finalmente llegaron a la corte de Felipe III de España en 1602. Aunque la expedición nunca logró regresar a Irán, naufragando en el viaje por África, marcó un nuevo paso importante en los contactos entre Irán y Europa. Los iraníes y su cultura comenzaron a fascinar a los europeos: la Duodécima Noche de Shakespeare (1601-1602), por ejemplo, hace dos referencias (en II.5 y III.4) a 'the Sophy', luego el término en inglés para los Shahs de Irán. En adelante, el número de misiones diplomáticas de Europa a Irán aumentó considerablemente.
El sha había establecido una gran alianza con España, el principal oponente de los otomanos en Europa. Ofreció derechos comerciales y la oportunidad de predicar el cristianismo en Irán a cambio de ayuda contra los otomanos. Pero el escollo de Ormuz permaneció, un reino vasallo que había caído en manos de los Habsburgo españoles cuando el Rey de España heredó el trono de Portugal en 1580. Los españoles exigieron a Abbás que rompiera relaciones con los ingleses antes de que consideraran renunciar al pueblo. Abbás no pudo cumplir. Finalmente, Abbás se sintió frustrado con España, como lo hizo con el Sacro Imperio Romano, que quería que hiciera que sus más de 400 000 súbditos armenios juraran lealtad al Papa, pero no se molestaron en informar al sha cuando el emperador Rodolfo firmó un tratado de paz con los otomanos. Los contactos con el Papa, Polonia y Moscú no fueron más fructíferos.
Más vino de los contactos de Abbás con los ingleses, aunque Inglaterra tenía poco interés en luchar contra los otomanos. Los hermanos Shirley llegaron en 1598 y ayudaron a reorganizar el ejército iraní, lo que resultó ser crucial en la guerra otomana-safávida (1603-1818), que resultó en derrotas otomanas en todas las etapas de la guerra y la primera victoria clara safávida. Uno de los hermanos Shirley, Robert Shirley, encabezaría la segunda misión diplomática de Abbás en Europa desde 1609 hasta 1615. Los ingleses en el mar, representados por la Compañía Inglesa de las Indias Orientales, también comenzaron a interesarse en Irán, y en 1622 cuatro de sus barcos ayudaron a Abbás a recuperar a Ormuz de los portugueses en 1622. Este fue el comienzo del interés de larga data de la Compañía de las Indias Orientales en Irán.

#### Sucesión y legado de Abbás I
Debido a su miedo obsesivo al asesinato, el sah Abbás mató o cegó a cualquier miembro de su familia que despertara sus sospechas. Su hijo mayor, el príncipe heredero Mohammad Baqer Mirza, fue ejecutado tras una intriga en la que participaron varios circasianos, mientras que otros dos quedaron cegados. Como otros dos hijos habían fallecido, el resultado fue una tragedia personal para el sah Abbás. Cuando murió el 19 de enero de 1629, no tenía un hijo capaz de sucederlo.
A principios del siglo XVII, el poder de los Qizilbash disminuyó drásticamente, la milicia original que había ayudado a Ismaíl I a capturar Tabriz y que había ganado muchos poderes administrativos a lo largo de los siglos. El poder estaba cambiando a la nueva clase de deportados caucásicos, muchos de los cientos de miles de georgianos, circasianos y armenios. Esta nueva capa de la sociedad continuaría desempeñando un papel vital en la historia iraní hasta la caída de la dinastía Qajar, unos 300 años después de la muerte de Abbás.
En su apogeo, durante el largo reinado del shah Abbás I, el alcance del imperio comprendía Irán, Irak, Armenia, Azerbaiyán, Georgia, Daguestán, Kabardino-Balkaria, Baréin y partes de Turkmenistán, Uzbekistán, Afganistán, Pakistán y Turquía.

### Declive del estado safávida
Además de luchar contra sus perennes enemigos, su archirrival los otomanos y los uzbekos a medida que avanzaba el siglo XVII, Irán tuvo que lidiar con el surgimiento de nuevos vecinos. El Zarato ruso que en el siglo anterior había destruido el kanato de la Horda de Oro de Asia occidental y había expandido su influencia en Europa, las montañas del Cáucaso y Asia Central. Astracán quedó bajo el dominio ruso, acercándose a las posesiones safávidas en Daguestán. En los territorios del lejano oriente, los mogoles de la India se habían expandido a Jorasán (ahora Afganistán) a expensas del control iraní, tomando brevemente Kandahar.
En 1659, el reino de Kajetia se alzó contra el gobierno iraní debido a un cambio de política que incluyó el asentamiento masivo de las tribus turcas de Qizilbash en la región para repoblar la provincia, después de las deportaciones masivas del shah Abbás de entre 130 000-200 000 georgianos a Irán y la masacre de otros miles en 1616 prácticamente dejaron la provincia sin una población sustancial. Este levantamiento de Bakhtrioni fue derrotado con éxito bajo la dirección personal del propio shah Abbás II. Sin embargo, estratégicamente no fue concluyente. La autoridad iraní fue restaurada en Kajetia, pero a los turcos Qizilbash se les impidió establecerse en la región, lo que socava las políticas iraníes planificadas en la provincia respectiva.
Más importante aún, la Compañía Holandesa de las Indias Orientales y más tarde los ingleses/británicos utilizaron sus medios superiores de poder marítimo para controlar las rutas comerciales en el Océano Índico occidental. Como resultado, Irán quedó aislado de los enlaces en el extranjero con África Oriental, la península arábiga y el sur de Asia. Sin embargo, el comercio terrestre creció notablemente, ya que Irán pudo desarrollar aún más su comercio terrestre con Europa del Norte y Central durante la segunda mitad del siglo XVII. A finales del siglo XVII, los comerciantes iraníes establecieron una presencia permanente tan al norte como Narva en el mar Báltico, en lo que ahora es Estonia.
Los holandeses e ingleses aún pudieron drenar al gobierno iraní de gran parte de sus suministros de metales preciosos. A excepción del shah Abbás II, los gobernantes safávidas después de Abbás I fueron ineficaces, y el gobierno iraní declinó y finalmente colapsó cuando surgió una seria amenaza militar en su frontera oriental a principios del siglo XVIII. El final del reinado de Abbás II en 1666, marcó así el comienzo del fin de la dinastía safávida. A pesar de la caída de los ingresos y las amenazas militares, los shah posteriores tuvieron estilos de vida lujosos. El sultán Husayn (1694-1722) en particular fue conocido por su amor al vino y su desinterés en el gobierno.
El país fue invadido repetidamente en sus fronteras: Kerman por las tribus baluchis en 1698, Jorasan por los Hotakis en 1717, Daguestán y el norte de Shirvan por los Lezguinos en 1721, constantemente en Mesopotamia por los árabes de la península sunita. El sultán Hosein trató de convertir por la fuerza a sus súbditos afganos en Qandahar de sunitas a duodecimanos. En respuesta, un jefe afgano Ghilzai llamado Mirwais Kan Hotak se rebeló y mató a Gurgin Khan, el gobernador safávida de la región, junto con su ejército. En 1722, un ejército afgano dirigido por Mahmud, el hijo de Mir Wais avanzó en el corazón del imperio y derrotó a las fuerzas gubernamentales en la Batalla de Gulnabad. Luego asedió la capital, hasta que el Shah abdicó y lo reconoció como el nuevo rey de Irán. Al mismo tiempo, los rusos liderados por Pedro el Grande atacaron y conquistaron franjas de los territorios del norte de Cáucaso, Transcaucásia y el norte de Irán a través de la guerra ruso-iraní (1722-1723). Los archirrivales de los safávidas, los otomanos, invadieron el oeste y noroeste de Irán y tomaron franjas de territorio allí, incluida la ciudad de Bagdad. Junto con los rusos, acordaron dividir y conservar los territorios iraníes conquistados para ellos, como se confirma en el Tratado de Constantinopla (1724).
Los afganos cabalgaron bruscamente sobre su territorio conquistado durante siete años, pero Nader Shah, un antiguo esclavo que se había alzado al liderazgo militar dentro de la tribu Afshar en Jorasán, un estado vasallo de los safávidas, les impidió obtener más victorias. Rápidamente se hizo un nombre como un genio militar temido y respetado entre los amigos y enemigos del imperio (incluido el archirrival de Irán, el Imperio otomano, y Rusia; ambos imperios delos que Nader se ocuparía poco después), Nader Shah derrotó fácilmente a las fuerzas de Ghilzai Hotaki en 1729 en la Batalla de Damghan. Los había sacado del poder y los desterró de Irán en 1729. En 1732 por el Tratado de Resht y en 1735 el Tratado de Ganyá, negoció un acuerdo con el gobierno de la emperatriz Anna Ioanovna que resultó en el regreso de los territorios iraníes recientemente anexados, haciendo que la mayor parte del Cáucaso volviera a caer en manos iraníes, al tiempo que establecía una alianza irano-rusa contra el enemigo otomano común. En la guerra otomana-iraní (1730-1735), retomó todos los territorios perdidos por la invasión otomana de la década de 1720, y más allá. Con el estado safávida y sus territorios asegurados, en 1738 Nader conquistó la última fortaleza Hotaki en Qandahar; En el mismo año, necesitando fortuna para ayudar a sus carreras militares contra sus rivales imperiales otomanos y rusos, comenzó su invasión del rico pero débil Imperio mogol acompañado por su sujeto georgiano Erekle II, ocupando Ghazni, Kabul, Lahore, y hasta Delhi, en India, cuando humilló y saqueó por completo a los mogoles militarmente inferiores. Estas ciudades fueron luego heredadas por su comandante militar afgano Abdali, Ahmad Shah Durrani. Nader tenía un control efectivo sobre el sah Tahmasp II y luego gobernó como regente del infante Abbás III hasta 1736 cuando él mismo se coronó como shah.
Inmediatamente después del asesinato de Nader Shah en 1747 y la desintegración de su imperio, los safávidas fueron nombrados nuevamente como shahs de Irán para otorgar legitimidad a la naciente dinastía Zand. Sin embargo, el breve régimen títere de Ismaíl III terminó en 1760 cuando Karim Khan se sintió lo suficientemente fuerte como para tomar el poder del país y terminar oficialmente con la dinastía safávida.

## Islam chiita como religión de estado
A pesar de que los safávidas no fueron los primeros gobernantes chiitas en Irán, jugaron un papel crucial en hacer del Islam chiita la religión oficial en todo Irán, así como en lo que hoy es la República de Azerbaiyán. Había grandes comunidades chiitas en algunas ciudades como Qom y Sabzevar ya en el siglo VIII. En los siglos X y XI, los Búyidas, que pertenecían a la rama zaidita del chiismo, gobernaron en Fars, Isfahán y Bagdad. Como resultado de la conquista mongol y la relativa tolerancia religiosa de los ilkanes, las dinastías chiitas se restablecieron en Irán, la Sarbedaran en Jorasán es la más importante. El gobernante ilkánida Öljeitü se convirtió al chiismo duodecimano en el siglo XIII.
Después de su conquista de Irán y Azerbaiyán, Ismaíl I hizo la conversión obligatoria para la población mayoritariamente sunita. Los ulemas sunitas fueron asesinados o exiliados. Ismaíl I, trajo a los principales líderes religiosos duodecimanos y les otorgó tierras y dinero a cambio de lealtad. Más tarde, durante el período safávida y especialmente Qayar, el poder de los ulemas chiitas aumentó y pudieron ejercer un papel, independiente o compatible con el gobierno.

## Ejército y el rol de los Quizilbash
Los Qizilbash eran una gran variedad de musulmanes chiitas (ghulāt) y en su mayoría grupos militantes turcomanos que ayudaron a fundar el Imperio safávida. Su poder militar fue esencial durante el reinado de los shah Ismaíl y Tahmasp. Las tribus Qizilbash fueron esenciales para el ejército de Irán hasta el gobierno de Abbás I: sus líderes pudieron ejercer una enorme influencia y participar en intrigas judiciales (por ejemplo, asesinar al shah Ismaíl II).
Un gran problema que enfrentó Ismaíl I después del establecimiento del Estado safávida fue cómo cerrar la brecha entre los dos principales grupos étnicos en ese estado: los turcomanos Qizilbash ("pelirrojos"), los "hombres de espada" de la sociedad islámica clásica cuya destreza militar lo había llevado al poder, y los elementos persas, los "hombres de la pluma", que ocuparon las filas de la burocracia y el establecimiento religioso en el estado como lo habían hecho durante siglos bajo los gobernantes anteriores de Irán, sean ellos Árabes, mongoles o turcomanos. En palabras de Vladimir Minorsky, la fricción entre estos dos grupos era inevitable, porque los Qizilbash «no eran parte de la tradición persa nacional».
Entre 1508 y 1524, el año de la muerte de Ismaíl, el sah nombró a cinco persas sucesivos para el cargo de vakil. Cuando el segundo vakil persa fue puesto al mando de un ejército safávida en Transoxiana, los Qizilbash, al considerarlo un deshonor al que debía obligar a servir bajo su mando, lo abandonaron en el campo de batalla con el resultado de que fue asesinado. El cuarto y quinto vakil fueron asesinados por los Qizilbash.

### Reformas en el ejército
El shah Abbás se dio cuenta de que para retener el control absoluto sobre su imperio sin enemistarse con los Qizilbash, necesitaba impulsar reformas que redujeran la dependencia que el sah tenía de su apoyo militar. Parte de estas reformas fue la creación de la tercera fuerza dentro de la aristocracia y todas las demás funciones dentro del imperio, pero aún más importante para socavar la autoridad de los Qizilbash fue la introducción del Cuerpo Real en el ejército. Esta fuerza militar solo serviría al sha y eventualmente consistía en cuatro ramas separadas:
- Shahsevans: estos eran 12 000 hombres fuertes y se formaron a partir del pequeño grupo de qurchis que el Shah había heredado de su predecesor. Los Shahsevans, o "Amigos del Rey", eran miembros de la tribu Qizilbash que habían abandonado su lealtad tribal por lealtad solo al shah.[80]
- Ghulams: Tahmasp empezó a introducir enormes cantidades de esclavos y deportados georgianos, circasianos y armenios del Cáucaso, de los cuales una cantidad considerable se convertiría en parte del futuro sistema de ghulam. El shah Abbás amplió este programa significativamente y lo implementó por completo, y finalmente creó una fuerza de 15 000 soldados de caballería ghulam y 3000 guardaespaldas reales ghulam. Con la llegada de los hermanos Shirley a la corte de Abbás y por los esfuerzos del estadista Allahverdi Khan, desde 1600 en adelante, los regimientos de ghulam se expandieron drásticamente llegando a 25 000.[45] Bajo Abbás, esta fuerza ascendió a un total de cerca de 40 000 soldados pagados y comprometidos con el Sha.[42][43][81] Se convertirían en los soldados de élite de los ejércitos safávidas (como los jenízaros otomanos).[34]
- Mosqueteros: al darse cuenta de las ventajas que tenían los otomanos debido a sus armas de fuego, el sah Abbás se esforzó por equipar a los soldados qurchi y ghulam con armamento actualizado. Más importante aún, por primera vez en la historia iraní, se creó un importante cuerpo de infantería de mosqueteros (tofang-chis), con un número de 12 000 hombres.
- Cuerpo de artillería: con la ayuda de los occidentales, también formó un cuerpo de artillería de 12 000 hombres, aunque este era el elemento más débil de su ejército. Según Sir Thomas Herbert, quien acompañó a la embajada británica en Irán en 1628, los persas contaron en gran medida con el apoyo de los europeos en la fabricación de cañones.[Bl. 4] No fue sino hasta un siglo después, cuando Nader Shah se convirtió en el Comandante en Jefe del ejército que se hizo un esfuerzo suficiente para modernizar el cuerpo de artillería y los persas lograron sobresalir y ser autosuficientes en la fabricación de armas de fuego.

A pesar de las reformas, los Qizilbash seguirías siendo el elemento más fuerte y efectivo dentro del ejército, representando más de la mitad de su fuerza total. Pero la creación de este gran ejército permanente, que, por primera vez en la historia de la dinastía, estaba sirviendo directamente bajo el Sha, redujo significativamente su influencia, y tal vez cualquier posibilidad para el tipo de disturbios civiles que habían causado estragos durante el reinado de los shahs anteriores.

## Sociedad
Un término apropiado para la sociedad safávida es lo que hoy podemos llamar una meritocracia, es decir, una sociedad en la que los funcionarios eran nombrados en función del valor y el mérito, y no en función del nacimiento. Ciertamente no fue una oligarquía, ni una aristocracia. Los hijos de los nobles eran considerados por la sucesión de sus padres como una señal de respeto, pero tenían que demostrar su valía. Este sistema evitó una aristocracia arraigada o una sociedad de castas. Incluso hay numerosas cuentas registradas de laicos que ascendieron a altos cargos oficiales, como resultado de sus méritos.
Sin embargo, la sociedad iraní durante los safávidas era jerárquica, con el sah en la cúspide de la pirámide jerárquica, la gente común, los comerciantes y los campesinos en la base, y los aristócratas en el medio. El término dowlat, que en persa moderno significa "gobierno", era entonces un término abstracto que significa "dicha" o "felicidad", y comenzó a usarse como un sentido concreto del estado safávida, reflejando la opinión que la gente tenía de su gobernante, como alguien elevado por encima de la humanidad.
También entre la aristocracia, en medio de la pirámide jerárquica, estaban los funcionarios religiosos, quienes, conscientes del papel histórico de las clases religiosas como un amortiguador entre el gobernante y sus súbditos, generalmente hacían todo lo posible para proteger a la gente común de la opresión de los gobiernos.

### Las costumbres y la cultura
Jean Chardin, el viajero francés del siglo XVII, pasó muchos años en Irán y comentó extensamente sobre su cultura, costumbres y carácter. Admiraba su consideración hacia los extranjeros, pero también se topó con características que encontró desafiantes. Sus descripciones de la apariencia pública, la ropa y las costumbres son corroboradas por las miniaturas, dibujos y pinturas de la época que han sobrevivido Los consideraba personas bien educadas y de buen comportamiento.
A diferencia de los europeos, no les gustaba mucho la actividad física, y no estaban a favor del ejercicio por su propio bien, prefiriendo el ocio y los lujos que la vida podría ofrecer. Viajar se valoraba solo con el propósito específico de ir de un lugar a otro, sin interesarse en ver nuevos lugares y experimentar diferentes culturas. Tal vez fue este tipo de actitud hacia el resto del mundo lo que explica la ignorancia de los persas con respecto a otros países del mundo. Los ejercicios en los que participaron fueron para mantener el cuerpo flexible y resistente y para adquirir habilidades en el manejo de los brazos. Tiro con arco tomó el primer lugar. El segundo lugar lo ocupó la esgrima, donde la muñeca tenía que ser firme pero flexible y los movimientos ágiles. En tercer lugar había equitación. Una forma muy extenuante de ejercicio que los persas disfrutaban mucho era la caza.

#### Entretenimiento
Desde la época preislámica, el deporte de la lucha libre había sido una parte integral de la identidad iraní, y los luchadores profesionales, que actuaban en Zurkhanehs, eran considerados miembros importantes de la sociedad. Cada pueblo tenía su propia tropa de luchadores, llamados Pahlavans. Su deporte también proporcionó a las masas entretenimiento y espectáculo. Chardin describió uno de esos eventos:

Los dos luchadores estaban cubiertos de grasa. Están presentes en el terreno llano, y siempre se toca un pequeño tambor durante el concurso por entusiasmo. Juran una buena pelea y se dan la mano. Hecho esto, golpean sus muslos, glúteos y caderas al ritmo del tambor. Eso es para las mujeres y para ponerse en buena forma. Después de eso, se unen para pronunciar un gran grito y tratar de derrocarse mutuamente."
Chardin

Además de la lucha libre, lo que reunió a las masas fue la esgrima, bailarines de cuerda floja, títeres y acróbatas, actuando en grandes plazas, como la plaza real. Se podía encontrar una forma de diversión pausada en los cabarets, particularmente en ciertos distritos, como los que se encuentran cerca del mausoleo de Harun-e Velayat. La gente se reunía allí para beber licores o café, fumar tabaco u opio y charlar o escuchar poesía.

#### Ropa y apariencia
Como se señaló anteriormente, un aspecto clave del personaje persa era su amor por el lujo, particularmente en mantener las apariencias. Adornarían su ropa, usarían piedras y decorarían el arnés de sus caballos. Los hombres llevaban muchos anillos en los dedos, casi tantos como sus esposas. También colocaban joyas en sus brazos, como dagas y espadas. Se usaron dagas en la cintura. Al describir la ropa de la dama, se observa que el vestido persa revelaba más de la figura que el europeo, pero que las mujeres aparecían de manera diferente dependiendo de si estaban en casa en presencia de amigos y familiares, o si estaban en público. En privado, generalmente usaban un velo que solo cubría el cabello y la espalda, pero al salir de la casa, se ponían manteas, grandes capas que ocultaban todo su cuerpo excepto sus caras. A menudo se teñían los pies y las manos con henna. Su peinado era simple, el cabello recogido en trenzas, a menudo adornado en los extremos con perlas y racimos de joyas. Las mujeres con cinturas delgadas eran consideradas más atractivas que aquellas con figuras más grandes. Las mujeres de las provincias y los esclavos perforaban sus fosas nasales izquierdas con anillos, pero las mujeres persas bien nacidas no hacían esto.
El accesorio más preciado para los hombres era el turbante. Aunque duraron mucho tiempo, fue necesario realizar cambios para diferentes ocasiones, como bodas y el Nowruz, mientras que los hombres de estatus nunca usaban el mismo turbante dos días seguidos. La ropa que se ensució de alguna manera se cambió de inmediato.

### Turcos y tayikos
Aunque los gobernantes y ciudadanos safávidas eran de origen nativo y reafirmaban continuamente su identidad iraní, la estructura de poder del estado safávida se dividía principalmente en dos grupos: la élite militar/gobernante de habla turca, cuyo trabajo era mantener la integridad y continuidad territorial del imperio iraní a través de su liderazgo, y la élite administrativa/gobernante de habla persa, cuyo trabajo consistía en supervisar la operación y el desarrollo de la nación y su identidad a través de sus altos cargos. Así surgió el término "turco y tayiko", que fue utilizado por los iraníes nativos durante muchas generaciones para describir el persianato o tradición turco-persa, naturaleza de muchas dinastías que gobernaron el Gran Irán entre los siglos XII y XX, en el sentido de que estas dinastías promovieron y ayudaron a continuar con la identidad lingüística y cultural persa dominante de sus estados, aunque las dinastías mismas eran de lengua no persa (por ejemplo, turca). La relación entre los 'turcos' de habla turca y los 'tayikos' de habla persa era simbiótica, aunque existía alguna forma de rivalidad entre los dos. Como el primero representaba al "pueblo de la espada" y el segundo, "el pueblo de la pluma", los puestos oficiales de alto nivel estarían naturalmente reservados para los persas. De hecho, esta había sido la situación a lo largo de la historia persa, incluso antes de los safávidas, desde la conquista árabe. El shah Tahmasp introdujo un cambio en esto, cuando él y los otros gobernantes safávidas que lo sucedieron, trataron de difuminar las líneas anteriormente definidas entre los dos grupos lingüísticos, al llevar a los hijos de los oficiales de habla turca a la casa real para su educación en el idioma persa. En consecuencia, lentamente pudieron asumir puestos administrativos en áreas que hasta ahora habían sido propiedad exclusiva de los persas étnicos.

### La tercera fuerza: caucásicos
A partir de 1540 en adelante, el sah Tahmasp inició una transformación gradual de la sociedad iraní mediante la construcción lenta de una nueva rama y capa compuesta exclusivamente por caucásicos étnicos. La implementación de esta rama se completaría y se ampliaría significativamente bajo Abbás el Grande (Abbás I). Según la Encyclopædia Iranica, para Tahmasp, el trasfondo de esta iniciación y eventual composición que solo se finalizaría bajo el sah Abbás I, rodeó a la élite tribal militar del imperio, los Qizilbash, que creía que la proximidad física y el control de un miembro de la familia inmediata Safávida garantizaba ventajas espirituales, fortuna política y avance material. Esto era una gran impedancia para la autoridad del Shah, y además, socavaba cualquier desarrollo sin el acuerdo o beneficio compartido de los Qizilbash. Como Tahmasp entendió y se dio cuenta de que cualquier solución a largo plazo implicaría principalmente minimizar la presencia política y militar de los Qizilbash en su conjunto, requeriría que fueran reemplazados por una capa completamente nueva en la sociedad, que cuestionaría y combatiría la autoridad de los Qizilbash en todos los niveles posibles y minimizara cualquiera de sus influencias. Esta capa estaría compuesta únicamente por cientos de miles de circasianos, georgianos y armenios deportados y, en menor medida, migrados voluntariamente. Esta capa se convertiría en la "tercera fuerza" en la sociedad iraní, junto con las otras dos fuerzas, los turcomanos y los persas.
La serie de campañas que Tahmāsp emprendió posteriormente, después de darse cuenta de esto, en el Cáucaso entre 1540 y 1554 estaban destinadas a mantener la moral y la eficiencia de combate de los militares Qizilbash, pero asimismo a deportar a Persia un gran número (más de 70 000) de esclavos cristianos georgianos, circasianos y armenios como su principal objetivo, y sería la base de esta tercera fuerza; la nueva capa (caucásica) en la sociedad. Según la Encyclopædia Iranica, este sería también el punto de partida para el cuerpo de ḡolāmān-e ḵāṣṣa-ye-e šarifa, o esclavos reales, que dominaría al ejército safávida durante la mayor parte del imperio y formaría una parte crucial de la tercera fuerza. Como los no turcomanos se convirtieron al islam, estos ḡolāmāns circasianos y georgianos (también escritos como ghulams) estaban completamente libres de las lealtades del clan y las obligaciones de parentesco, lo cual era una característica atractiva para un gobernante como Tahmāsp cuya infancia y educación habían sido profundamente afectadas por las disputas políticas de las tribus Qizilbash. Su formación, implementación y uso eran muy parecidos a los jenízaros del vecino Imperio otomano. A su vez, muchas de estas mujeres deportadas se convirtieron en esposas y concubinas de Tahmasp, y el harén safávida se convirtió en un escenario competitivo y, a veces, letal, de política étnica con camarillas de mujeres y cortesanos turcomanos, circasianos y georgianos que competían entre sí por la atención del Sha. Aunque los primeros soldados esclavos no se organizarían hasta el reinado de Abbás I, durante el reinado de Tahmasp, los caucásicos ya se convirtieron en miembros importantes de la casa real, el harén y la administración civil y militar, en su camino de convertirse en una parte integral de la sociedad. El sucesor de Tahmasp I, Ismaíl II, trajo otros 30 000 circasianos y georgianos a Irán, de los cuales muchos se unieron a la fuerza ghulam.
Luego de la plena implementación de esta política por parte de Abbás I, las mujeres (solo circasianas y georgianas) ahora ocupaban con frecuencia posiciones prominentes en los harenes de la élite safávida, mientras que los hombres que se convirtieron en parte de la "clase" ghulam como parte de la poderosa tercera fuerza recibieron entrenamiento especial al finalizar, o bien se inscribieron en uno de los regimientos ghilman recién creados, o se emplearon en la casa real. El resto de las masas de deportados, una porción importante que asciende a muchos cientos de miles, se asentaron en varias regiones del territorio de Irán, y se les dio todo tipo de roles como parte de la sociedad, como artesanos, agricultores, criadores de ganado, comerciantes soldados, generales, gobernadores, leñadores, etc., todos también forman parte de la capa recién establecida en la sociedad iraní.
Abbás, quien amplió y completó significativamente este programa y bajo el cual la creación de esta nueva capa en la sociedad puede mencionarse como completamente "finalizada", también completó el sistema ghulam. Como parte de su finalización, amplió en gran medida el cuerpo militar ghulam de solo unos cientos durante la era de Tahmāsp, a 15 000 hombres de caballería altamente entrenados, como parte de una división del ejército completa de 40 000 caucásicos ghulams. Luego pasó a reducir por completo el número de gobernaciones provinciales de los Qizilbash y trasladó sistemáticamente a los gobernadores Qizilbash a otros distritos, interrumpiendo así sus lazos con la comunidad local y reduciendo su poder. La mayoría fueron reemplazados por un ghulam, y en poco tiempo, georgianos, circasianos y, en menor medida, armenios habían sido nombrados para muchos de los más altos cargos de estado, y fueron empleados en todos los demás sectores posibles de la sociedad. Para 1595, Allahverdi Khan, un georgiano, se convirtió en uno de los hombres más poderosos del estado safávida, cuando fue nombrado gobernador general de Fars, una de las provincias más ricas de Irán. Y su poder alcanzó su punto máximo en 1598, cuando se convirtió en el comandante en jefe de las fuerzas armadas. Por lo tanto, comenzando desde el reinado de Tahmāsp I pero solo completamente implementado y completado por Abbás, este nuevo grupo compuesto únicamente por caucásicos étnicos al final llegó a constituir una poderosa "tercera fuerza" dentro del estado como una nueva capa en la sociedad, junto con los persas y los turcos Qizilbash, y solo sirve para demostrar la sociedad meritocrática de los safávidas.
Se estima que solo durante el reinado de Abbás unos 130 000−200 000 georgianos, decenas de miles de circasianos y alrededor de 300 000 armenios habían sido deportados de desde el Cáucaso hasta el territorio de Irán, todos obtuvieron funciones y roles como parte de la capa recién creada en la sociedad, como dentro de las posiciones más altas del estado, o como agricultores, soldados, artesanos, como parte del harén real, la corte y el campesinado, entre otros.

### Aparición de una aristocracia clerical
Una característica importante de la sociedad safávida fue la alianza que surgió entre los ulema (la clase religiosa) y la comunidad mercantil. El último incluía comerciantes que comerciaban en los bazares, los gremios de artesanos y artistas (asnāf) y miembros de las organizaciones cuasirreligiosas dirigidas por derviches (futuvva). Debido a la relativa inseguridad de la propiedad en Irán, muchos terratenientes privados aseguraron sus tierras al donarlas al clero como el llamado Waqf. De este modo, retendrían la propiedad oficial y asegurarían que sus tierras fueran confiscadas por comisionados reales o gobernadores locales, siempre que un porcentaje de los ingresos de la tierra fuera a los ulema. Cada vez más, los miembros de la clase religiosa, particularmente los mujtahids y los sayyids, obtuvieron la propiedad total de estas tierras y, según el historiador contemporáneo Iskandar Munshi, Irán comenzó a presenciar la aparición de un nuevo y significativo grupo de propietarios.

### Akhbaris versus Usulis
El movimiento Akhbari "cristalizó" como un "movimiento separado" con los escritos de Muhammad Amin al-Astarabadi (muerto en 1627). Rechazó el uso del razonamiento para derivar veredictos y creía que solo el Corán, el hadiz (dichos proféticos y opiniones registradas de los imanes) y el consenso deberían usarse como fuentes para derivar veredictos (fatāwā). A diferencia de los Usulis, los Akhbari siguen y no sigues a las marjas que practican ijtihad.
Logró su mayor influencia a finales de la era safávida y principios de la era post-safávida, cuando dominó el islam de los Duodecimanos. Sin embargo, poco después Muhammad Baqir Behbahani (fallecido en 1792), junto con otros mujtahids Usuli, aplastó el movimiento Akhbari. Sigue siendo solo una pequeña minoría en el mundo chií. Un resultado de la resolución de este conflicto fue el aumento de la importancia del concepto de ijtihad y la posición del mujtahid (a diferencia de otros ulema) en los siglos XVIII y principios del XIX. Fue a partir de este momento que la división del mundo chiita en mujtahid (aquellos que podían seguir su propio juicio independiente) y muqallid (los que tuvieron que seguir las decisiones de un mujtahid) tuvieron lugar. Según el autor Moojan Momen, «hasta mediados del siglo XIX había muy pocos mujtahids (tres o cuatro) en cualquier lugar en cualquier momento», pero «varios cientos existían a fines del siglo XIX».

### Allamah Majlisi
Muhammad Baqir Maylisi, comúnmente referido al uso del título Allamah, fue un erudito muy influyente durante el siglo XVII (era safávida). Las obras de Maylisi enfatizaron su deseo de purgar el chiismo Duodecimano de las influencias del misticismo y la filosofía, y de propagar un ideal de estricta adhesión a la ley islámica (sharia).. Majlisi promovió específicamente rituales chiitas como el duelo por Hussein ibn Ali y la visita (ziyarat) de las tumbas de los Imams e Imamzadas, enfatizando «el concepto de los Imams como mediadores e intercesores para el hombre con Dios».

## Estado y gobierno
El estado safávida era uno de controles y equilibrio, tanto dentro del gobierno como a nivel local. En la cúspide de este sistema estaba el sah, con un poder total sobre el estado, legitimado por su línea de sangre como sayyid o descendiente de Mahoma. Tan absoluto era su poder, que el comerciante francés, y más tarde embajador en Irán, Jean Chardin pensó que los Shas sabios gobernaban su tierra con puño de hierro y, a menudo, de manera despótica. Para garantizar la transparencia y evitar que se tomen decisiones que eludan al Shah, se estableció un complejo sistema de burocracia y procedimientos departamentales que evitan el fraude. Cada oficina tenía un diputado o superintendente, cuyo trabajo era mantener registros de todas las acciones de los funcionarios estatales e informar directamente al shah. El propio shah ejerció sus propias medidas para mantener a sus ministros bajo control fomentando una atmósfera de rivalidad y vigilancia competitiva. Y dado que la sociedad safávida era meritocrática, y las sucesiones rara vez se realizaban sobre la base del patrimonio, esto significaba que las oficinas gubernamentales constantemente sentían la presión de estar bajo vigilancia y tenían que asegurarse de gobernar en beneficio de su líder, y no solo los suyos.

### Gobierno
Probablemente no existía ningún parlamento, como los conocemos hoy. Pero el embajador portugués en el imperio, García de Silva y Figueroa, todavía menciona al Consejo de Estado en sus registros, que tal vez fue un término para reuniones gubernamentales de la época.
El nivel más alto en el gobierno fue el del primer ministro, o gran visir (Etemad-e Dowlat), que siempre fue elegido entre los doctores en derecho. Disfrutaba de un tremendo poder y control sobre los asuntos nacionales, ya que era el diputado inmediato del Sha. Ningún acto del shah era válido sin el contra sello del primer ministro. Pero incluso él se hizo responsable ante un diputado (vak'anevis), que mantuvo registros de sus decisiones y notificó al Shah. Segundo al puesto de primer ministro estaban el General de los Ingresos (mostoufi-ye mamalek), o ministro de finanzas, y el Divanbegi, Ministerio de Justicia. Esta última era la apelación final en casos civiles y penales, y su oficina se encontraba junto a la entrada principal del palacio Ali Qapu. En épocas anteriores, el Shah había estado estrechamente involucrado en procedimientos judiciales, pero esta parte del deber real fue descuidada por el shah Safi y los shas posteriores.
Los siguientes en autoridad fueron los generales: el general de las Tropas Reales (los Shahsevans), el general de los Mosqueteros, el general de los Ghulams y el Maestro de Artillería. Un funcionario separado, el Comandante en Jefe, fue designado para ser el jefe de estos funcionarios.

### La corte real
En cuanto a la casa real, el puesto más alto fue el de Nazir, ministro de la Corte. Era quizás el asesor más cercano al shah y, como tal, funcionaba como sus ojos y oídos dentro de la corte. Su trabajo principal era nombrar y supervisar a todos los funcionarios de la casa y ser su contacto con el Sha. Pero sus responsabilidades también incluían la de ser el tesorero de las propiedades del Sha. Esto significaba que incluso el primer ministro, que ocupaba el cargo más alto en el estado, tenía que trabajar en asociación con el Nazir cuando se trataba de administrar esas transacciones que se relacionaban directamente con el sah.
El segunda puesto más importante fue el Gran Mayordomo (Ichik Agasi bashi), que siempre acompañaba al shah y era fácilmente reconocible por el gran bastón que llevaba consigo. Fue responsable de presentar a todos los invitados, recibir peticiones presentadas al shah y leerlas si fuera necesario. Los siguientes en la fila fueron el Maestro de los establos reales (Mirakor bashi) y el Maestro de la caza (Mirshekar bashi). El Sha tenía establos en todas las ciudades principales, y se decía que el sah Abbás tenía alrededor de 30 000 caballos en todo el país. Además de estos, había funcionarios separados designados para el cuidado de los banquetes reales y para el entretenimiento.
Chardin notó específicamente el rango de médicos y astrólogos y el respeto que los shah tenían por ellos. El shah tenía una docena de cada uno a su servicio y generalmente estaría acompañado por tres médicos y tres astrólogos, que estaban autorizados a sentarse a su lado en varias ocasiones. El médico jefe (Hakim-bashi) era un miembro altamente considerado de la corte real, y el astrólogo más venerado de la corte recibió el título de Munajjim-bashi (astrólogo jefe).
La corte safávida fue, además, una rica mezcla de pueblos desde sus primeros días. Como afirma el profesor David Blow, los principales cortesanos eran la antigua nobleza de los señores turcomanos Qizilbash y sus hijos. Aunque ya en los primeros años del reinado del Sha Abbás (r. 1588-1629) ya no controlaban el estado, los turcomanos Qizilbash continuaron proporcionando muchos de los altos oficiales del ejército y llenando importantes oficinas administrativas y ceremoniales en la corte real. Hubo persas que aún dominaban la burocracia y bajo Abbás ocuparon las dos oficinas gubernamentales más altas de gran visir y contralor general de los Ingresos (mostoufi-ye mamalek), que era lo más parecido a un ministro de finanzas. También había una gran cantidad de ghulams o "esclavos del sha", principalmente georgianos, circasianos y armenios. Como resultado de las reformas de Abbás, ocuparon altos cargos en el ejército, la administración y la familia real. Por último, pero no menos importante, estaban los eunucos del palacio que también eran ghulams: eunucos "blancos" en gran parte del Cáucaso y eunucos "negros" de la India y África. Bajo Abbás, los eunucos se convirtieron en un elemento cada vez más importante en la corte.
Durante el primer siglo de la dinastía, el idioma principal de la corte siguió siendo el azerí, aunque esto cambió cada vez más después de que la capital se trasladó a Isfahán. David Blow agrega: «parece probable que la mayoría, si no todos, de los grandes turcomanos en la corte también hablaban persa, que era el idioma de la administración y la cultura, así como de la mayoría de la población. Pero lo contrario parece no haber sido cierto. Cuando Abbás tuvo una animada conversación en turco con el viajero italiano Pietro Della Valle, frente a sus cortesanos, tuvo que traducir la conversación al persa para el beneficio de la mayoría de los presentes». Por último, debido a la gran cantidad de georgianos, circasianos y armenios en la corte safávida, también se hablaban las lenguas georgiana, circasiana y armenia, ya que estas eran sus lenguas maternas. Abbás mismo podía hablar georgiano también.

### Gobiernos locales
A nivel local, el gobierno se dividía en tierras públicas y posesiones reales. La tierra pública estaban bajo el gobierno de los gobernadores locales, o Khans. Desde los primeros días de la dinastía Safávida, los generales Qizilbash habían sido nombrados para la mayoría de estos puestos. Ellos gobernaron sus provincias como pequeños shahs y gastaron todos sus ingresos en su propia provincia, solo presentando al shah el balance. A cambio, tenían que tener preparado un ejército permanente en todo momento y proporcionar al shah asistencia militar a petición suya. También se les solicitó que designaran un jurista (Wakil) para la Corte que les informara sobre asuntos relacionados con los asuntos provinciales. El shah Abbás I pretendía disminuir el poder de los Qizilbash al poner algunas de estas provincias bajo su control directo, creando las llamadas Provincias de la Corona (Khassa). Pero fue el sah Safi, bajo la influencia de su primer ministro, Saru Taqi, quien inició el programa de tratar de aumentar los ingresos reales comprando tierras a los gobernadores y estableciendo comisionados locales. Con el tiempo, esto resultó ser una carga para las personas que estaban bajo el gobierno directo del shah, ya que estos comisionados, a diferencia de los exgobernadores, tenían poco conocimiento sobre las comunidades locales que controlaban y estaban principalmente interesados en aumentar los ingresos del shah. Y, aunque a los gobernadores les interesaba aumentar la productividad y la prosperidad de sus provincias, los comisionados recibían sus ingresos directamente del tesoro real y, como tales, no les importaba tanto invertir en la agricultura y las industrias locales. Así, la mayoría de las personas sufrían de rapacidad y corrupción llevada a cabo en nombre del sha.

### Instituciones democráticas en una sociedad autoritaria
En los siglos XVI y XVII en Irán, existía un número considerable de instituciones democráticas locales. Ejemplos de ello fueron los gremios comerciales y artesanales, que comenzaron a aparecer en Irán a partir del siglo XVI. Además, estaban las fraternidades quazi-religiosas llamadas futuvva, dirigidas por derviches locales. Otro funcionario seleccionado por consenso de la comunidad local fue el kadkhoda, que funcionaba como administrador del derecho consuetudinario. El sheriff local (kalantar), quien no era elegido por el pueblo sino designado directamente por el sah, y cuya función era proteger al pueblo contra las injusticias por parte de los gobernadores locales, supervisaba al kadkhoda.

## Sistema legal
En el Irán safávida había poca distinción entre teología y jurisprudencia, o entre justicia divina y justicia humana, y todo estaba bajo la jurisprudencia islámica (fiqh). El sistema legal estaba formado por dos ramas: el derecho civil, que tenía sus raíces en la sharia, y urf, lo que significa experiencia tradicional y muy similar a la forma occidental del derecho consuetudinario. Mientras que los imanes y los jueces de derecho aplicaron el derecho civil en su práctica, la urf fue ejercida principalmente por los comisionados locales, que inspeccionaron las aldeas en nombre del shah, y por el ministro de Justicia (Divanbegi) Estos últimos eran todos funcionarios seculares que trabajaban en nombre del sha.
El nivel más alto en el sistema legal era el ministro de Justicia, y los oficiales de la ley se dividieron en altos cargos, como el magistrado (darughah), el inspector (visir) y el registrador (vak'anevis). Los funcionarios menores eran los qazi, que correspondían a un teniente civil, que se clasificaba bajo los gobernadores locales y funcionaba como jueces en las provincias. Según Chardin:

No había un lugar particular asignado para la administración de justicia. Cada magistrado ejecuta justicia en su propia casa en una gran sala que se abre a un patio o jardín que se eleva a dos o tres pies sobre el suelo. El juez está sentado en un extremo de la sala con un escritor y un hombre de derecho a su lado.
Chardin

Chardin también señaló que llevar los casos a los tribunales en Irán era más fácil que en Occidente. El juez (qazi) era informado de los puntos relevantes involucrados y decidía si se ocuparía o no del caso. Habiendo aceptado hacerlo, un sargento investigaría y convocaría al acusado, quien luego estaba obligado a pagar los honorarios del sargento. Las dos partes con sus testigos abogaron por sus respectivos casos, generalmente sin ningún abogado, y el juez emitiría su fallo después de la primera o segunda audiencia.
La justicia penal estaba completamente separada del derecho civil y se juzgaba según el derecho consuetudinario administrado por el ministro de Justicia, los gobernadores locales y el ministro de la Corte (el Nazir). A pesar de estar basado en urf, se basó en ciertos conjuntos de principios legales. El asesinato se castigaba con la muerte, y la pena por las lesiones corporales era invariablemente el bastinado. A los ladrones se les amputaban las muñecas derechas la primera vez y se los condenaba a muerte en cualquier ocasión posterior. Los criminales estatales eran sometidos al karkan, un collar triangular de madera colocado alrededor del cuello. En ocasiones extraordinarias cuando el sah tomaba la justicia en sus propias manos, se vestía de rojo para la importancia del evento, según la antigua tradición.

## Economía
El crecimiento de la economía del imperio fue impulsado por la estabilidad que permitió el desarrollo de la agricultura, así como el comercio, debido a la posición de Irán entre las florecientes civilizaciones de Europa al oeste e India y el Asia central islámica al este y al norte. La Ruta de la Seda que conducía a través del norte de Irán revivió en el siglo XVI. Abbás I también apoyó el comercio directo con Europa, particularmente con Inglaterra y los Países Bajos, que buscaban alfombras persas, seda y textiles. Otras exportaciones fueron caballos, pelo de cabra, perlas y una almendra amarga no comestible llamada hadam-talka utilizada como especia en la India. Las principales importaciones fueron especias, textiles (lana de Europa, algodón de Guyarat), metales, café y azúcar.
A finales del siglo XVII, el Irán safávida tenía niveles de vida más altos que en Europa. Según el viajero Jean Chardin, por ejemplo, los agricultores en Irán tenían niveles de vida más altos que los agricultores en los países europeos más fértiles.

### Agricultura
Según el historiador Roger Savory, las bases gemelas de la economía doméstica eran el pastoralismo y la agricultura. Y, al igual que los niveles superiores de la jerarquía social se dividieron entre los "hombres de la espada" turcos y los "hombres de la pluma" persas; también se dividió el nivel inferior entre las tribus turcomanas, que eran ganaderas y vivían separadas de la población circundante, y los persas, que eran agricultores establecidos.
La economía safávida se basaba en gran medida en la agricultura y la fiscalidad de los productos agrícolas. Según Jean Chardin, la variedad de productos agrícolas en Irán no tenía rival en Europa y consistía en frutas y verduras de las que nunca se había oído hablar en Europa. Chardin estuvo presente en algunas fiestas en Isfahán donde había más de cincuenta tipos diferentes de fruta. Pensó que no había nada igual en Francia o Italia: 

El tabaco crecía en todo el país y era tan fuerte como el que se cultivaba en Brasil. El azafrán era el mejor del mundo... Los melones se consideraban una fruta excelente, y había más de 50 tipos diferentes, el mejor de los cuales venia de Jorasán. Y a pesar de haber sido transportados durante más de treinta días, estaban frescos cuando llegaron a Isfahan... Después de los melones, las mejores frutas fueron las uvas y las fechas, y las mejores fechas se cultivan en Jahrom.
Chardin 

A pesar de esto, se sintió decepcionado cuando viajó por el país y fue testigo de la abundancia de tierra que no era irrigada, o de las llanuras fértiles que no se cultivaban, algo que pensó que estaba en marcado contraste con Europa. Culpó de esto al mal gobierno, la escasa población del país y la falta de aprecio por la agricultura entre los persas.
En el período anterior a sah Abbás I, la mayor parte de la tierra fue asignada a funcionarios (civiles, militares y religiosos). Desde la época del shah Abbás en adelante, se puso más tierra bajo el control directo del shah. Y dado que la agricultura representaba la mayor parte de los ingresos fiscales, tomó medidas para expandirla. Lo que no se modificó fue el «acuerdo de reparto de cultivos» entre quien fuera el propietario y el agricultor. Este acuerdo contenía cinco elementos: tierra, agua, arados, semillas y mano de obra. Cada elemento constituía el 20 por ciento de la producción del cultivo, y si, por ejemplo, el agricultor proporcionara la fuerza laboral y los animales, tendría derecho al 40% de las ganancias. Sin embargo, según los historiadores contemporáneos, el propietario siempre tuvo el peor trato con el agricultor en los acuerdos de intercambio de cultivos. En general, los agricultores vivían cómodos, estaban bien pagados y vestían ropa buena, aunque también se observó que estaban sujetos a trabajos forzados y vivían bajo fuertes demandas.

### Viajes y caravasares
Los caballos eran la bestia de carga más importante, y los mejores eran traídos de Arabia y Asia Central. Eran costosos debido al comercio generalizado de ellos, incluso a Turquía e India. El siguiente monte más importante, cuando viajaba por Irán, era la mula. Además, el camello era una buena inversión para el comerciante, ya que no costaba casi nada alimentarlo, tenía mucho peso y podía viajar a casi cualquier lugar.
Bajo el gobierno de los shahs fuertes, especialmente durante la primera mitad del siglo XVII, viajar a través de Irán era fácil debido a los buenos caminos y las caravasares, estratégicamente ubicados a lo largo de la ruta. Thévenot y Tavernier comentaron que las caravasares iraníes estaban mejor construidos y más limpias que sus contrapartes turcas. Según Chardin, también eran más abundantes que en los imperios mogol u otomano, donde eran menos frecuentes pero más grandes. Los caravasares fueron diseñados especialmente para beneficiar a los viajeros más pobres, ya que podían permanecer allí todo el tiempo que quisieran, sin pagar el alojamiento. Durante el reinado del shah Abbás I, mientras trataba de mejorar la Ruta de la Seda para mejorar la prosperidad comercial del Imperio, se construyeron una gran cantidad de caravasares, puentes, bazares y carreteras, y esta estrategia fue seguida por comerciantes ricos que también se beneficiaron del aumento del comercio. Para mantener el estándar, se necesitaba otra fuente de ingresos, y el peaje de la carretera, que fue recaudado por los guardias (rah-dars), estaba estacionado a lo largo de las rutas comerciales. A su vez, proporcionaron la seguridad de los viajeros, y Thevenot y Tavernier destacaron la seguridad de viajar en el Irán del siglo XVII y la cortesía y el refinamiento de los guardias policiales. El viajero italiano Pietro Della Valle quedó impresionado por un encuentro con uno de estos guardias de carretera:

Examinó nuestro equipaje, pero de la manera más complaciente posible, sin abrir nuestros baúles o paquetes, y quedó satisfecho con un pequeño impuesto, que era su vencimiento...

### Comercio exterior y la ruta de la seda
El Imperio portugués y el descubrimiento de la ruta comercial alrededor del cabo de Buena Esperanza en 1487 no solo dieron un golpe mortal a Venecia como nación comercial, sino que también perjudicaron el comercio que se estaba llevando a cabo a lo largo de la Ruta de la Seda y especialmente en el Golfo Pérsico. Identificaron correctamente los tres puntos clave para controlar todo el comercio marítimo entre Asia y Europa: el golfo de Adén, el Golfo Pérsico y el Estrecho de Malaca al cortar y controlar estas ubicaciones estratégicas con altos impuestos. En 1602, Abbás I expulsó a los portugueses de Baréin, pero necesitaba la ayuda naval de los británicos recién llegados de la East India Company para finalmente expulsarlos del Estrecho de Ormuz y recuperar el control de esta ruta comercial. Convenció a los británicos para que lo ayudaran al permitirles abrir fábricas en Shiraz, Isfahán y Jask. Con el final posterior del Imperio portugués, los británicos, holandeses y franceses en particular obtuvieron un acceso más fácil al comercio marítimo persa, aunque, a diferencia de los portugueses, no llegaron como colonizadores, sino como aventureros mercantes. Los términos de intercambio no se impusieron, sino que se negociaron.
Sin embargo, a largo plazo, la ruta comercial por vía marítima fue menos importante para los persas que la tradicional Ruta de la Seda. La falta de inversión en la construcción naval y la armada brindó a los europeos la oportunidad de monopolizar esta ruta comercial. Por lo tanto, el comercio terrestre continuaría proporcionando la mayor parte de los ingresos al estado iraní de los impuestos de tránsito. Los ingresos no provenían tanto de las exportaciones como de los aranceles aduaneros y las tasas de tránsito aplicadas a los bienes que pasan por el país. El shah Abbás estaba decidido a expandir en gran medida este comercio, pero se enfrentó al problema de tener que lidiar con los otomanos, que controlaban las dos rutas más vitales: la ruta a través de Arabia hacia los puertos del Mediterráneo, y la ruta a través de Anatolia y Estambul por lo tanto, se ideó una tercera ruta que eludió el territorio otomano. Al viajar a través del mar Caspio hacia el norte, llegarían a Rusia. Y con la ayuda de la Compañía de Moscovia, podrían cruzar a Moscú y llegar a Europa a través de Polonia. Esta ruta comercial demostró ser de vital importancia, especialmente en tiempos de guerra con los otomanos.
A fines del siglo XVII, los holandeses se habían vuelto dominantes en el comercio que se realizaba a través del golfo Pérsico, habiendo ganado la mayoría de los acuerdos comerciales, y lograron llegar a acuerdos antes de que los británicos o franceses pudieran hacerlo. En particular, establecieron el monopolio del comercio de especias entre las Indias Orientales e Irán.

## Cultura

### Arte
Abbás I reconoció el beneficio comercial de promover las artes: los productos artesanales proporcionaban gran parte del comercio exterior de Irán. En este período, se desarrollaron artesanías como la fabricación de azulejos, cerámica y textiles, y se hicieron grandes avances en pintura en miniatura, encuadernación, decoración y caligrafía. En el siglo XVI, el tejido de alfombras evolucionó de una artesanía nómada y campesina a una industria bien ejecutada con especialización en diseño y fabricación. Tabriz fue el centro de esta industria. Las alfombras de Ardabil se encargaron de conmemorar la dinastía safávida. Las alfombras elegantemente barrocas pero famosas 'Polonesa' se hicieron en Irán durante el siglo XVII.
Utilizando formas y materiales tradicionales, Reza Abbasi (1565–1635) introdujo nuevos temas en la pintura persa: mujeres semidesnudas, jóvenes, amantes. Su pintura y estilo caligráfico influyeron en los artistas iraníes durante gran parte del período safávida, que se conoció como la escuela de Isfahán. El mayor contacto con culturas lejanas en el siglo XVII, especialmente con Europa, proporcionó un impulso de inspiración a los artistas iraníes que adoptaron el modelado, el escorzo, la recesión espacial y el medio de la pintura al óleo (el Shah Abbás II envió a Muhammad Zaman a estudiar en Roma). El épico Shahnameh ("Libro de los Reyes"), un ejemplo estelar de iluminación de manuscritos y caligrafía, se hizo durante el reinado del Shah Tahmasp (este libro fue escrito por Ferdousi en 1000 DC para el sultán Mahmud de Gazni). Otro manuscrito es el Khamsa de Nizami escrito entre 1539–1543 por Aqa Mirak y su escuela en Isfahán.

### Arquitectura
La arquitectura safávida corresponde al estilo de arquitectura islámica que floreció durante el reinado de la dinastía safávida que gobernaron Persia, al este del Imperio otomano, entre 1501 y 1732. Este período, económicamente robusto y políticamente estable, vio como la arquitectura tradicional evolucionaba en sus patrones y métodos, dejando su huella en la arquitectura de los siguientes períodos (continuó hasta el final del reinado Qayar). Fueron los últimos soberanos que promovieron un arte nacional «persa» y destacaron en la planificación urbana de Isfahán: sus palacios son verdaderas joyas que destacan en verdeantes parques trazados según perspectivas precisas, mientras la larga avenida monumental de Chaharbagh (o 'avenida de los Cuatro Jardines', de 3 km) articula la ciudad.  
Isfahán recuperó su importancia a partir de 1598 cuando el sah Abás el Grande (r. 1588-1629) trasladó su capital desde la noroccidental Qazvín a la meseta central iraní, a una altitud de 1500 m, en el sitio de la antigua capital elamí Aspandana helyén, fertilizada por el río Zayandeh ('el río que da vida'), un oasis de cultivo intenso en medio de una vasta área de paisaje árido. Alejaba su capital de cualquier ataque futuro de los otomanos y de los uzbecos, y al mismo tiempo obtenía más control sobre el golfo Pérsico, que recientemente se había convertido en una importante ruta comercial para las compañías de las Indias Orientales neerlandesas y británica. Antes de su ascenso, Persia tenía una estructura de poder descentralizada, en la que diferentes instituciones luchaban por el poder, incluidos los militares (los Qizilbash) y gobernadores de las diferentes provincias que conformaban el imperio. El sha Abbás quería acabar con tal estructura política y la recreación de Isfahán como gran capital del país fue un paso importante para centralizar el poder.
Inició lo que se convertirá en uno de los mejores programas de la historia iraní, reconstruyendo y transformando la nueva capital en una de las ciudades más grandes y hermosas del mundo del siglo XVII. El arquitecto principal de la colosal tarea de planificación fue Shaykh Bahai (Bahā al-dīn al-Āmilī), quien centró el programa en dos características clave: la avenida Chaharbagh, de cuatro kilómetros de longitud, flanqueada a cada lado por todas las instituciones prominentes de la ciudad y las residencias de los dignatarios extranjeros, y la plaza de Naqsh-e Yahán ('Ejemplo del mundo') en su centro, de 507 m de largo y 158 m de ancho, rodeada por una fila de bazares (Abbas reunía los tres principales poderes en su patio trasero: el clero, representado por la mezquita real, los comerciantes, en el Bazar Imperial, y su propio poder, que residía en el palacio de Ali Qapu).. La mezquita del jeque Lotf Allah (1603-1618) fue erigida sobre una planta cuadrada simple. No tendría importancia arquitectónica, pero con su loza azul y verde extremadamente rica, es una de las joyas de la arquitectura islámica oriental. Similar, y al otro lado del Maidan (debido a la orientación de la kibla), la mezquita del Shah (1612-1630), construida asimétricamente en contacto con una esquina, es un poco más sobria en su decoración. Abás introdujo políticas para desarrollar la participación iraní en el comercio de la Ruta de la Seda y muchos artesanos turcos, armenios y persas fueron reasentados a la fuerza en la ciudad para asegurar su prosperidad.
Con más de 160 mezquitas, 40 madrasas, 1800 caravanseráis y 270 baños públicos, la ciudad fue habitada por aproximadamente un millón de personas durante la época de Abás el Grande. El gran bazar de Isfahán también es único en el mundo islámico, cubre aproximadamente treinta kilómetros cuadrados y arquitectónicamente sirve como entrada a la gran plaza central, Maidan (plaza principal). Los pabellones y palacios con jardines, así como la propia arquitectura de los jardines, fueron de particular importancia en la arquitectura safávida. Se construyeron lujosos pabellones en el jardín del Palacio Real. Según William Cleveland y Martin Bunton, el establecimiento de Isfahán como la gran capital  y el esplendor material de la ciudad atrajo a intelectuales de todos los rincones del mundo, lo que contribuyó a la rica vida cultural de la ciudad. Los impresionantes logros llevaron a sus habitantes a acuñar su famoso alarde, «Isfahán es la mitad del mundo».
El más conocido es el palacio de Chehel Sotún (1647) ('palacio de los Cuarenta Pilares') en el distrito palaciego en el eje de Maidan, que proclama la gloria de Abás el Grande en su decoración interior. El diseño de las columnas evoca elementos de Persia, y sus pedestales están estampados con leones apoyados unos contra otros. Su entrada abovedada, con el interior decorado con espejos venecianos y murales en miniatura lo hacen especial. Fue erigido en 1647 por Abás II (r. 1642-1666) y luego reconstruido después del incendio de 1706. La ornamentación de figuras no era ajena a la forma descrita por los artistas safávidas. La tumba de Said Shah está adornada con una pasión de imanes chiitas, lo que, según los sunitas, habría sido un sacrilegio inimaginable. El arquitecto jefe de la ciudad es el polihistor, un ingeniero experto en las artes, Ella era Sheikh Bahrá ad-Dín Muhammad Amili. Un palacio secular igualmente hermoso es el palacio jardín de dos pisos llamado Hasht Bihisht ('Ocho cielos') erigido en 1669 por Solimán I de Persia.
Los safávidas también crearon algo nuevo en el campo de la arquitectura de puentes, con una implementación bien pensada de los aspectos artísticos y de ingeniería. Desde el palacio de Chehel Sotún, una hilera de plátanos de tres kilómetros conduce al puente de Allahverdi (o Si-o-se Pol). Una solución arquitectónica excepcional es el puente Khaju (?-1650) sobre el río Zayandeh. Como el río no era navegable, no hubo que tener en cuenta el tráfico de barcos y son lo suficientemente anchos para dar cabida tanto a caravanas como a peatones. Los arquitectos de puentes demostraron un tremendo ingenio en la construcción de presas y sistemas de compuertas de una manera armoniosa y visualmente emocionante, mientras que los puentes ayudaban a controlar y dirigir el flujo de agua para regar tierras de cultivo y jardines.
- Edificios en Isfahán
- Entrada y cúpula de la mezquita del jeque Lotf Allah (1603-1618)
- Entrada del Gran Bazar (1620)
- Iwán de entrada de la mezquita del Shah (1612-1630), en Isfahán
- El palacio de Chehel Sotún (1647) en Isfahán

- Mezquitas safávidas (todo o parte)
- Mezquita de Fátima Masumeh, Qom, Irán.
- Mezquita Abdulazim, Rayy, Irán.
- Mezquita del Imán Alí (977, original, rec. en 1086), Náyaf, Irak.
- Mezquita Jamkaran, Irán.
- Mezquita Saheb-ol-Amr (1636), Tabriz, Irán.

### Literatura
La poesía se estancó bajo los safávidas; la gran forma medieval de gazal languidecía en un lirismo exagerado. La poesía carecía del patrocinio real de otras artes y estaba rodeada de recetas religiosas.
El historiador más famoso de esta época fue Iskandar Beg Munshi. Su Historia de Shah Abbas el Grande, escrita unos años después de la muerte de su sujeto, alcanzó una profundidad matizada de historia y carácter.

### Escuela de Isfahán
La filosofía islámica floreció en la era Safávida en lo que los estudiosos comúnmente se refieren como la Escuela de Isfahán. Mir Damad es considerado el fundador de esta escuela. Entre las luminarias de esta escuela de filosofía, destacan los nombres de filósofos iraníes como Mir Damad, Mir Fendereski, Shayj Bahai y Mohsen Fayz Kashani. La escuela alcanzó su apogeo con la figura del filósofo iraní Mulla Sadra, quien podría decirse que es el filósofo islámico más importante después de Avicena. Mulla Sadra se ha convertido en el filósofo dominante del Oriente islámico, y su enfoque de la naturaleza de la filosofía ha sido excepcionalmente influyente hasta el día de hoy. Escribió el Al-hikma al-muta'aliya fi-l-asfar al-'aqliyya al-arba'a ("La filosofía trascendente de los cuatro viajes del intelecto"), una meditación sobre lo que él llamó "metafilosofía" que resumió el misticismo filosófico del sufismo, la teología del islam chiita y las filosofías peripatéticas e iluminacionistas de Avicena y Suhrawardi.

### Medicina
El estado de los médicos durante los Safávidas se mantuvo tan alto como siempre. Mientras que ni los antiguos griegos ni los romanos otorgaban un alto estatus social a sus médicos, los iraníes los honraban desde la antigüedad, tanto que a menudo eran nombrados consejeros de los Shah. Esto no cambiaría con la conquista árabe de Irán, y fueron principalmente los persas los que asumieron los trabajos de filosofía, lógica, medicina, matemáticas, astronomía, astrología, música y alquimia.
En el siglo XVI, la ciencia islámica, que en gran medida significaba ciencia persa, descansaba en sus laureles. Las obras de al-Razi (865-92) (conocido en Occidente como Razes) todavía se usaban en las universidades europeas como libros de texto estándar de alquimia, farmacología y pediatría. El Canon de medicina de Avicena (c. 980-1037) todavía se consideraba como uno de los principales libros de texto de medicina en la mayor parte del mundo civilizado. Como tal, el estado de la medicina en el período Safávida no cambió mucho, y se basó tanto en estos trabajos como nunca antes. Fisiología todavía se basaba en los cuatro humores de la medicina antigua y medieval, y el sangrado y la purga seguían siendo las principales formas de terapia de los cirujanos, algo que incluso Thevenot experimentó durante su visita a Irán.
El único campo dentro de la medicina donde se hicieron algunos progresos fue la farmacología, con la compilación del "Tibb-e Shifa'i" en 1556. Este libro fue traducido al francés en 1681 por Angulus de Saint, bajo el nombre de "Pharmacopoea Persica".

## Legado
Fueron los safávidas quienes hicieron de Irán el bastión espiritual del chiismo y el depósito de las tradiciones culturales persas y la autoconciencia de la iranía, actuando como un puente hacia el Irán moderno. El fundador de la dinastía, Isma'il, adoptó el título de "Emperador persa" Pādišah-ī Īrān, con su noción implícita de un estado iraní que se extiende desde Jorasan hasta el Éufrates, y desde el Oxus hasta los territorios del sur del Golfo Pérsico. Según el profesor Roger Savory:

De varias maneras, los safávidas afectaron el desarrollo del estado iraní moderno: primero, aseguraron la continuidad de varias instituciones persas antiguas y tradicionales, y las transmitieron en una forma fortalecida o más "nacional"; segundo, al imponer Islam Chiita en Irán como la religión oficial del estado safávida, aumentaron el poder de los mujtahids. Los Safávidas pusieron así en marcha una lucha por el poder entre el turbante y la corona, es decir, entre los defensores del gobierno secular y los defensores de un gobierno teocrático; tercero, sentaron las bases de la alianza entre las clases religiosas ('Ulema') y el bazar que desempeñó un papel importante tanto en la Revolución Constitucional Persa de 1905-1906 como nuevamente en la Revolución Islámica de 1979; cuarto, las políticas introducidas por el Shah Abbás I condujeron a un sistema administrativo más centralizado.

El imperio presidido por los safávidas no fue un renacimiento de los aqueménidas o los sasánidas, y más se parecía a los imperios de los Ilkanes y timurida que al califato islámico. Tampoco fue un precursor directo del estado iraní moderno. Según Donald Struesand, "aunque la unificación safávida de las mitades orientales y occidentales de la meseta iraní y la imposición de Chiismo Duodecimano en la región crearon un precursor reconocible del Irán moderno, la propia política safávida no era ni distintivamente iraní ni nacional ". Rudolph Matthee concluyó que "aunque no era un estado-nación, el Irán Safávida contenía los elementos que más tarde generarían uno al generar muchas características burocráticas duraderas e iniciar una política de superposición de límites religiosos y territoriales".

## Shahs safávidas de Persia
El libro más antiguo existente sobre la genealogía de la familia safávida es Safvat as-safa y fue escrito por Ibn Bazzaz en 1350, un discípulo de Sheij Sadr-al-Din Safaví, el hijo de Sheij Safi ad-Din Ardabilí. Según Ibn Bazzaz, el jeque era descendiente de un hombre kurdo llamado Firuz Shah Zarrin Kolah que era de Sanjar, al sureste de Diyarbakir. El linaje masculino de la familia safávida dado por el manuscrito más antiguo de Safvat as-Safa es: «Sheyj Safi al-Din Abul-Fatah Ishaaq, el hijo de Al-Sheyj Amin al-din Yebra'il, el hijo de al-Saaleh Qutb al-Din Abu Bakr, el hijo de Salaah al-Din Rashid, el hijo de Muhammad al-Hafiz al-Kalaam Allah, el hijo de 'Avaad, el hijo de Biruz al-Kurdi al-Sanyari». Los mismos reyes safávidas posteriores afirmaron ser Seyyeds, descendientes de la familia del profeta islámico Mahoma.
El bisnieto de Sheyj Safi, Sheij Ŷoneyd, se casó con Jadíŷeh Janum, hermana de Uzun Hassan e hija de Ali Beg por su esposa Teodora de Trebisonda, hija de Alejo IV de Trebisonda. Heydar, hijo de Ŷoneyd, se casó con Katherina, que era hija de Uzun Hassan con su esposa Theodora, hija de una princesa georgiana Bagrationi y de Juan IV de Trebisonda. 
|  |  |  |  |  |  |                                                           |                                                           |                                                                          |                                                                          |                                                                          |                                                                          |                                                                          |                                                                          |                                                                          |                                                                          |                                                                          |                                                                          |                                                                            |                                                                            |                                                                            |                                                                            |                                                                             |                                                                             |                                                                             |                                                                             |                                                                             |                                                                             |                                                                   |                                                                   |                                                                 |                                                                 |                                                                 |                                                                 |                                                       |                                                       |                                                         |                                                         |                                                         |                                                         |                                                         |                                                         |                      |                      | Firuz Shah Zarrin Kolah        |                                |                                |                                |                                |                                |  |  |  |  |  |  |  |  |  |  |  |  |  |  |  |  |  |  |  |  |  |  |  |  |  |  |  |  |  |  |
|  |  |  |  |  |  |                                                           |                                                           |                                                                          |                                                                          |                                                                          |                                                                          |                                                                          |                                                                          |                                                                          |                                                                          |                                                                          |                                                                          |                                                                            |                                                                            |                                                                            |                                                                            |                                                                             |                                                                             |                                                                             |                                                                             |                                                                             |                                                                             |                                                                   |                                                                   |                                                                 |                                                                 |                                                                 |                                                                 |                                                       |                                                       |                                                         |                                                         |                                                         |                                                         |                                                         |                                                         |                      |                      |                                |                                |                                |                                |                                |                                |  |  |  |  |  |  |  |  |  |  |  |  |  |  |  |  |  |  |  |  |  |  |  |  |  |  |  |  |  |  |
|  |  |  |  |  |  |                                                           |                                                           |                                                                          |                                                                          |                                                                          |                                                                          |                                                                          |                                                                          |                                                                          |                                                                          |                                                                          |                                                                          |                                                                            |                                                                            |                                                                            |                                                                            |                                                                             |                                                                             |                                                                             |                                                                             |                                                                             |                                                                             |                                                                   |                                                                   |                                                                 |                                                                 |                                                                 |                                                                 |                                                       |                                                       |                                                         |                                                         |                                                         |                                                         |                                                         |                                                         |                      |                      | Avaad                          |                                |                                |                                |                                |                                |  |  |  |  |  |  |  |  |  |  |  |  |  |  |  |  |  |  |  |  |  |  |  |  |  |  |  |  |  |  |
|  |  |  |  |  |  |                                                           |                                                           |                                                                          |                                                                          |                                                                          |                                                                          |                                                                          |                                                                          |                                                                          |                                                                          |                                                                          |                                                                          |                                                                            |                                                                            |                                                                            |                                                                            |                                                                             |                                                                             |                                                                             |                                                                             |                                                                             |                                                                             |                                                                   |                                                                   |                                                                 |                                                                 |                                                                 |                                                                 |                                                       |                                                       |                                                         |                                                         |                                                         |                                                         |                                                         |                                                         |                      |                      |                                |                                |                                |                                |                                |                                |  |  |  |  |  |  |  |  |  |  |  |  |  |  |  |  |  |  |  |  |  |  |  |  |  |  |  |  |  |  |
|  |  |  |  |  |  |                                                           |                                                           |                                                                          |                                                                          |                                                                          |                                                                          |                                                                          |                                                                          |                                                                          |                                                                          |                                                                          |                                                                          |                                                                            |                                                                            |                                                                            |                                                                            |                                                                             |                                                                             |                                                                             |                                                                             |                                                                             |                                                                             |                                                                   |                                                                   |                                                                 |                                                                 |                                                                 |                                                                 |                                                       |                                                       |                                                         |                                                         |                                                         |                                                         |                                                         |                                                         |                      |                      | Qotb al-Din Mohammad           |                                |                                |                                |                                |                                |  |  |  |  |  |  |  |  |  |  |  |  |  |  |  |  |  |  |  |  |  |  |  |  |  |  |  |  |  |  |
|  |  |  |  |  |  |                                                           |                                                           |                                                                          |                                                                          |                                                                          |                                                                          |                                                                          |                                                                          |                                                                          |                                                                          |                                                                          |                                                                          |                                                                            |                                                                            |                                                                            |                                                                            |                                                                             |                                                                             |                                                                             |                                                                             |                                                                             |                                                                             |                                                                   |                                                                   |                                                                 |                                                                 |                                                                 |                                                                 |                                                       |                                                       |                                                         |                                                         |                                                         |                                                         |                                                         |                                                         |                      |                      |                                |                                |                                |                                |                                |                                |  |  |  |  |  |  |  |  |  |  |  |  |  |  |  |  |  |  |  |  |  |  |  |  |  |  |  |  |  |  |
|  |  |  |  |  |  |                                                           |                                                           |                                                                          |                                                                          |                                                                          |                                                                          |                                                                          |                                                                          |                                                                          |                                                                          |                                                                          |                                                                          |                                                                            |                                                                            |                                                                            |                                                                            |                                                                             |                                                                             |                                                                             |                                                                             |                                                                             |                                                                             |                                                                   |                                                                   |                                                                 |                                                                 |                                                                 |                                                                 |                                                       |                                                       |                                                         |                                                         |                                                         |                                                         |                                                         |                                                         |                      |                      | Salah al-Din Rashid            |                                |                                |                                |                                |                                |  |  |  |  |  |  |  |  |  |  |  |  |  |  |  |  |  |  |  |  |  |  |  |  |  |  |  |  |  |  |
|  |  |  |  |  |  |                                                           |                                                           |                                                                          |                                                                          |                                                                          |                                                                          |                                                                          |                                                                          |                                                                          |                                                                          |                                                                          |                                                                          |                                                                            |                                                                            |                                                                            |                                                                            |                                                                             |                                                                             |                                                                             |                                                                             |                                                                             |                                                                             |                                                                   |                                                                   |                                                                 |                                                                 |                                                                 |                                                                 |                                                       |                                                       |                                                         |                                                         |                                                         |                                                         |                                                         |                                                         |                      |                      |                                |                                |                                |                                |                                |                                |  |  |  |  |  |  |  |  |  |  |  |  |  |  |  |  |  |  |  |  |  |  |  |  |  |  |  |  |  |  |
|  |  |  |  |  |  |                                                           |                                                           |                                                                          |                                                                          |                                                                          |                                                                          |                                                                          |                                                                          |                                                                          |                                                                          |                                                                          |                                                                          |                                                                            |                                                                            |                                                                            |                                                                            |                                                                             |                                                                             |                                                                             |                                                                             |                                                                             |                                                                             |                                                                   |                                                                   |                                                                 |                                                                 |                                                                 |                                                                 |                                                       |                                                       |                                                         |                                                         |                                                         |                                                         |                                                         |                                                         |                      |                      | Qotb al-Din Abu Bakr           |                                |                                |                                |                                |                                |  |  |  |  |  |  |  |  |  |  |  |  |  |  |  |  |  |  |  |  |  |  |  |  |  |  |  |  |  |  |
|  |  |  |  |  |  |                                                           |                                                           |                                                                          |                                                                          |                                                                          |                                                                          |                                                                          |                                                                          |                                                                          |                                                                          |                                                                          |                                                                          |                                                                            |                                                                            |                                                                            |                                                                            |                                                                             |                                                                             |                                                                             |                                                                             |                                                                             |                                                                             |                                                                   |                                                                   |                                                                 |                                                                 |                                                                 |                                                                 |                                                       |                                                       |                                                         |                                                         |                                                         |                                                         |                                                         |                                                         |                      |                      |                                |                                |                                |                                |                                |                                |  |  |  |  |  |  |  |  |  |  |  |  |  |  |  |  |  |  |  |  |  |  |  |  |  |  |  |  |  |  |
|  |  |  |  |  |  |                                                           |                                                           |                                                                          |                                                                          |                                                                          |                                                                          |                                                                          |                                                                          | Basilio de Trebisonda (1315-1340) Emperador de Trebisonda (r. 1332-1340) | Basilio de Trebisonda (1315-1340) Emperador de Trebisonda (r. 1332-1340) | Basilio de Trebisonda (1315-1340) Emperador de Trebisonda (r. 1332-1340) | Basilio de Trebisonda (1315-1340) Emperador de Trebisonda (r. 1332-1340) | Basilio de Trebisonda (1315-1340) Emperador de Trebisonda (r. 1332-1340)   | Basilio de Trebisonda (1315-1340) Emperador de Trebisonda (r. 1332-1340)   |                                                                            |                                                                            | Irene de Trebisonda (1315-post.1341)                                        | Irene de Trebisonda (1315-post.1341)                                        | Irene de Trebisonda (1315-post.1341)                                        | Irene de Trebisonda (1315-post.1341)                                        | Irene de Trebisonda (1315-post.1341)                                        | Irene de Trebisonda (1315-post.1341)                                        |                                                                   |                                                                   |                                                                 |                                                                 |                                                                 |                                                                 |                                                       |                                                       | Zahediyya Sheikh Taj Al-Dīn Zahed Gilanī                | Zahediyya Sheikh Taj Al-Dīn Zahed Gilanī                | Zahediyya Sheikh Taj Al-Dīn Zahed Gilanī                | Zahediyya Sheikh Taj Al-Dīn Zahed Gilanī                | Zahediyya Sheikh Taj Al-Dīn Zahed Gilanī                | Zahediyya Sheikh Taj Al-Dīn Zahed Gilanī                |                      |                      | Amin al-Din Jebrail            | Amin al-Din Jebrail            | Amin al-Din Jebrail            | Amin al-Din Jebrail            | Amin al-Din Jebrail            | Amin al-Din Jebrail            |  |  |  |  |  |  |  |  |  |  |  |  |  |  |  |  |  |  |  |  |  |  |  |  |  |  |  |  |  |  |
|  |  |  |  |  |  |                                                           |                                                           |                                                                          |                                                                          |                                                                          |                                                                          |                                                                          |                                                                          | Basilio de Trebisonda (1315-1340) Emperador de Trebisonda (r. 1332-1340) | Basilio de Trebisonda (1315-1340) Emperador de Trebisonda (r. 1332-1340) | Basilio de Trebisonda (1315-1340) Emperador de Trebisonda (r. 1332-1340) | Basilio de Trebisonda (1315-1340) Emperador de Trebisonda (r. 1332-1340) | Basilio de Trebisonda (1315-1340) Emperador de Trebisonda (r. 1332-1340)   | Basilio de Trebisonda (1315-1340) Emperador de Trebisonda (r. 1332-1340)   |                                                                            |                                                                            | Irene de Trebisonda (1315-post.1341)                                        | Irene de Trebisonda (1315-post.1341)                                        | Irene de Trebisonda (1315-post.1341)                                        | Irene de Trebisonda (1315-post.1341)                                        | Irene de Trebisonda (1315-post.1341)                                        | Irene de Trebisonda (1315-post.1341)                                        |                                                                   |                                                                   |                                                                 |                                                                 |                                                                 |                                                                 |                                                       |                                                       | Zahediyya Sheikh Taj Al-Dīn Zahed Gilanī                | Zahediyya Sheikh Taj Al-Dīn Zahed Gilanī                | Zahediyya Sheikh Taj Al-Dīn Zahed Gilanī                | Zahediyya Sheikh Taj Al-Dīn Zahed Gilanī                | Zahediyya Sheikh Taj Al-Dīn Zahed Gilanī                | Zahediyya Sheikh Taj Al-Dīn Zahed Gilanī                |                      |                      | Amin al-Din Jebrail            | Amin al-Din Jebrail            | Amin al-Din Jebrail            | Amin al-Din Jebrail            | Amin al-Din Jebrail            | Amin al-Din Jebrail            |  |  |  |  |  |  |  |  |  |  |  |  |  |  |  |  |  |  |  |  |  |  |  |  |  |  |  |  |  |  |
|  |  |  |  |  |  |                                                           |                                                           |                                                                          |                                                                          |                                                                          |                                                                          |                                                                          |                                                                          |                                                                          |                                                                          |                                                                          |                                                                          |                                                                            |                                                                            |                                                                            |                                                                            |                                                                             |                                                                             |                                                                             |                                                                             |                                                                             |                                                                             |                                                                   |                                                                   |                                                                 |                                                                 |                                                                 |                                                                 |                                                       |                                                       |                                                         |                                                         |                                                         |                                                         |                                                         |                                                         |                      |                      |                                |                                |                                |                                |                                |                                |  |  |  |  |  |  |  |  |  |  |  |  |  |  |  |  |  |  |  |  |  |  |  |  |  |  |  |  |  |  |
|  |  |  |  |  |  |                                                           |                                                           |                                                                          |                                                                          |                                                                          |                                                                          |                                                                          |                                                                          |                                                                          |                                                                          |                                                                          |                                                                          | Alejo III de Trebisonda (1338-1390) Emperador de Trebisonda (r. 1350-1390) | Alejo III de Trebisonda (1338-1390) Emperador de Trebisonda (r. 1350-1390) | Alejo III de Trebisonda (1338-1390) Emperador de Trebisonda (r. 1350-1390) | Alejo III de Trebisonda (1338-1390) Emperador de Trebisonda (r. 1350-1390) | Alejo III de Trebisonda (1338-1390) Emperador de Trebisonda (r. 1350-1390)  | Alejo III de Trebisonda (1338-1390) Emperador de Trebisonda (r. 1350-1390)  |                                                                             |                                                                             | Teodora Cantacucena                                                         | Teodora Cantacucena                                                         | Teodora Cantacucena                                               | Teodora Cantacucena                                               | Teodora Cantacucena                                             | Teodora Cantacucena                                             |                                                                 |                                                                 |                                                       |                                                       | Bibi Fatima                                             | Bibi Fatima                                             | Bibi Fatima                                             | Bibi Fatima                                             | Bibi Fatima                                             | Bibi Fatima                                             |                      |                      | Safioddín Ardabilí (1252-1334) | Safioddín Ardabilí (1252-1334) | Safioddín Ardabilí (1252-1334) | Safioddín Ardabilí (1252-1334) | Safioddín Ardabilí (1252-1334) | Safioddín Ardabilí (1252-1334) |  |  |  |  |  |  |  |  |  |  |  |  |  |  |  |  |  |  |  |  |  |  |  |  |  |  |  |  |  |  |
|  |  |  |  |  |  |                                                           |                                                           |                                                                          |                                                                          |                                                                          |                                                                          |                                                                          |                                                                          |                                                                          |                                                                          |                                                                          |                                                                          | Alejo III de Trebisonda (1338-1390) Emperador de Trebisonda (r. 1350-1390) | Alejo III de Trebisonda (1338-1390) Emperador de Trebisonda (r. 1350-1390) | Alejo III de Trebisonda (1338-1390) Emperador de Trebisonda (r. 1350-1390) | Alejo III de Trebisonda (1338-1390) Emperador de Trebisonda (r. 1350-1390) | Alejo III de Trebisonda (1338-1390) Emperador de Trebisonda (r. 1350-1390)  | Alejo III de Trebisonda (1338-1390) Emperador de Trebisonda (r. 1350-1390)  |                                                                             |                                                                             | Teodora Cantacucena                                                         | Teodora Cantacucena                                                         | Teodora Cantacucena                                               | Teodora Cantacucena                                               | Teodora Cantacucena                                             | Teodora Cantacucena                                             |                                                                 |                                                                 |                                                       |                                                       | Bibi Fatima                                             | Bibi Fatima                                             | Bibi Fatima                                             | Bibi Fatima                                             | Bibi Fatima                                             | Bibi Fatima                                             |                      |                      | Safioddín Ardabilí (1252-1334) | Safioddín Ardabilí (1252-1334) | Safioddín Ardabilí (1252-1334) | Safioddín Ardabilí (1252-1334) | Safioddín Ardabilí (1252-1334) | Safioddín Ardabilí (1252-1334) |  |  |  |  |  |  |  |  |  |  |  |  |  |  |  |  |  |  |  |  |  |  |  |  |  |  |  |  |  |  |
|  |  |  |  |  |  |                                                           |                                                           |                                                                          |                                                                          |                                                                          |                                                                          |                                                                          |                                                                          |                                                                          |                                                                          |                                                                          |                                                                          |                                                                            |                                                                            |                                                                            |                                                                            |                                                                             |                                                                             |                                                                             |                                                                             |                                                                             |                                                                             |                                                                   |                                                                   |                                                                 |                                                                 |                                                                 |                                                                 |                                                       |                                                       |                                                         |                                                         |                                                         |                                                         |                                                         |                                                         |                      |                      |                                |                                |                                |                                |                                |                                |  |  |  |  |  |  |  |  |  |  |  |  |  |  |  |  |  |  |  |  |  |  |  |  |  |  |  |  |  |  |
|  |  |  |  |  |  | Constantino I (1369-1412) Rey de Georgia (r. 1405/7-1412) | Constantino I (1369-1412) Rey de Georgia (r. 1405/7-1412) | Constantino I (1369-1412) Rey de Georgia (r. 1405/7-1412)                | Constantino I (1369-1412) Rey de Georgia (r. 1405/7-1412)                | Constantino I (1369-1412) Rey de Georgia (r. 1405/7-1412)                | Constantino I (1369-1412) Rey de Georgia (r. 1405/7-1412)                |                                                                          |                                                                          |                                                                          |                                                                          |                                                                          |                                                                          |                                                                            |                                                                            |                                                                            |                                                                            | Manuel III de Trebisonda (1364-1417) Emperador de Trebisonda (r. 1390-1417) | Manuel III de Trebisonda (1364-1417) Emperador de Trebisonda (r. 1390-1417) | Manuel III de Trebisonda (1364-1417) Emperador de Trebisonda (r. 1390-1417) | Manuel III de Trebisonda (1364-1417) Emperador de Trebisonda (r. 1390-1417) | Manuel III de Trebisonda (1364-1417) Emperador de Trebisonda (r. 1390-1417) | Manuel III de Trebisonda (1364-1417) Emperador de Trebisonda (r. 1390-1417) |                                                                   |                                                                   |                                                                 |                                                                 |                                                                 |                                                                 |                                                       |                                                       |                                                         |                                                         |                                                         |                                                         |                                                         |                                                         |                      |                      | Sadr-ad-din Musa Safaví        | Sadr-ad-din Musa Safaví        | Sadr-ad-din Musa Safaví        | Sadr-ad-din Musa Safaví        | Sadr-ad-din Musa Safaví        | Sadr-ad-din Musa Safaví        |  |  |  |  |  |  |  |  |  |  |  |  |  |  |  |  |  |  |  |  |  |  |  |  |  |  |  |  |  |  |
|  |  |  |  |  |  | Constantino I (1369-1412) Rey de Georgia (r. 1405/7-1412) | Constantino I (1369-1412) Rey de Georgia (r. 1405/7-1412) | Constantino I (1369-1412) Rey de Georgia (r. 1405/7-1412)                | Constantino I (1369-1412) Rey de Georgia (r. 1405/7-1412)                | Constantino I (1369-1412) Rey de Georgia (r. 1405/7-1412)                | Constantino I (1369-1412) Rey de Georgia (r. 1405/7-1412)                |                                                                          |                                                                          |                                                                          |                                                                          |                                                                          |                                                                          |                                                                            |                                                                            |                                                                            |                                                                            | Manuel III de Trebisonda (1364-1417) Emperador de Trebisonda (r. 1390-1417) | Manuel III de Trebisonda (1364-1417) Emperador de Trebisonda (r. 1390-1417) | Manuel III de Trebisonda (1364-1417) Emperador de Trebisonda (r. 1390-1417) | Manuel III de Trebisonda (1364-1417) Emperador de Trebisonda (r. 1390-1417) | Manuel III de Trebisonda (1364-1417) Emperador de Trebisonda (r. 1390-1417) | Manuel III de Trebisonda (1364-1417) Emperador de Trebisonda (r. 1390-1417) |                                                                   |                                                                   |                                                                 |                                                                 |                                                                 |                                                                 |                                                       |                                                       |                                                         |                                                         |                                                         |                                                         |                                                         |                                                         |                      |                      | Sadr-ad-din Musa Safaví        | Sadr-ad-din Musa Safaví        | Sadr-ad-din Musa Safaví        | Sadr-ad-din Musa Safaví        | Sadr-ad-din Musa Safaví        | Sadr-ad-din Musa Safaví        |  |  |  |  |  |  |  |  |  |  |  |  |  |  |  |  |  |  |  |  |  |  |  |  |  |  |  |  |  |  |
|  |  |  |  |  |  | Alejandro I (1386-1446) Rey de Georgia (r. 1412-1442)     | Alejandro I (1386-1446) Rey de Georgia (r. 1412-1442)     | Alejandro I (1386-1446) Rey de Georgia (r. 1412-1442)                    | Alejandro I (1386-1446) Rey de Georgia (r. 1412-1442)                    | Alejandro I (1386-1446) Rey de Georgia (r. 1412-1442)                    | Alejandro I (1386-1446) Rey de Georgia (r. 1412-1442)                    |                                                                          |                                                                          |                                                                          |                                                                          |                                                                          |                                                                          |                                                                            |                                                                            |                                                                            |                                                                            | Alejo IV de Trebisonda (1382-1429) Emperador de Trebisonda (r. 1417-1429)   | Alejo IV de Trebisonda (1382-1429) Emperador de Trebisonda (r. 1417-1429)   | Alejo IV de Trebisonda (1382-1429) Emperador de Trebisonda (r. 1417-1429)   | Alejo IV de Trebisonda (1382-1429) Emperador de Trebisonda (r. 1417-1429)   | Alejo IV de Trebisonda (1382-1429) Emperador de Trebisonda (r. 1417-1429)   | Alejo IV de Trebisonda (1382-1429) Emperador de Trebisonda (r. 1417-1429)   |                                                                   |                                                                   |                                                                 |                                                                 | Qara Yuluk Osman                                                | Qara Yuluk Osman                                                | Qara Yuluk Osman                                      | Qara Yuluk Osman                                      | Qara Yuluk Osman                                        | Qara Yuluk Osman                                        |                                                         |                                                         |                                                         |                                                         |                      |                      | Khoja Ala-ad-din Ali Safaví    | Khoja Ala-ad-din Ali Safaví    | Khoja Ala-ad-din Ali Safaví    | Khoja Ala-ad-din Ali Safaví    | Khoja Ala-ad-din Ali Safaví    | Khoja Ala-ad-din Ali Safaví    |  |  |  |  |  |  |  |  |  |  |  |  |  |  |  |  |  |  |  |  |  |  |  |  |  |  |  |  |  |  |
|  |  |  |  |  |  | Alejandro I (1386-1446) Rey de Georgia (r. 1412-1442)     | Alejandro I (1386-1446) Rey de Georgia (r. 1412-1442)     | Alejandro I (1386-1446) Rey de Georgia (r. 1412-1442)                    | Alejandro I (1386-1446) Rey de Georgia (r. 1412-1442)                    | Alejandro I (1386-1446) Rey de Georgia (r. 1412-1442)                    | Alejandro I (1386-1446) Rey de Georgia (r. 1412-1442)                    |                                                                          |                                                                          |                                                                          |                                                                          |                                                                          |                                                                          |                                                                            |                                                                            |                                                                            |                                                                            | Alejo IV de Trebisonda (1382-1429) Emperador de Trebisonda (r. 1417-1429)   | Alejo IV de Trebisonda (1382-1429) Emperador de Trebisonda (r. 1417-1429)   | Alejo IV de Trebisonda (1382-1429) Emperador de Trebisonda (r. 1417-1429)   | Alejo IV de Trebisonda (1382-1429) Emperador de Trebisonda (r. 1417-1429)   | Alejo IV de Trebisonda (1382-1429) Emperador de Trebisonda (r. 1417-1429)   | Alejo IV de Trebisonda (1382-1429) Emperador de Trebisonda (r. 1417-1429)   |                                                                   |                                                                   |                                                                 |                                                                 | Qara Yuluk Osman                                                | Qara Yuluk Osman                                                | Qara Yuluk Osman                                      | Qara Yuluk Osman                                      | Qara Yuluk Osman                                        | Qara Yuluk Osman                                        |                                                         |                                                         |                                                         |                                                         |                      |                      | Khoja Ala-ad-din Ali Safaví    | Khoja Ala-ad-din Ali Safaví    | Khoja Ala-ad-din Ali Safaví    | Khoja Ala-ad-din Ali Safaví    | Khoja Ala-ad-din Ali Safaví    | Khoja Ala-ad-din Ali Safaví    |  |  |  |  |  |  |  |  |  |  |  |  |  |  |  |  |  |  |  |  |  |  |  |  |  |  |  |  |  |  |
|  |  |  |  |  |  | Princesa Bagrationi (1415-1438)                           | Princesa Bagrationi (1415-1438)                           | Princesa Bagrationi (1415-1438)                                          | Princesa Bagrationi (1415-1438)                                          | Princesa Bagrationi (1415-1438)                                          | Princesa Bagrationi (1415-1438)                                          |                                                                          |                                                                          |                                                                          |                                                                          |                                                                          |                                                                          |                                                                            |                                                                            |                                                                            |                                                                            | Juan IV de Trebisonda (1403-1459) Emperador de Trebisonda (r. 1429-1459)    | Juan IV de Trebisonda (1403-1459) Emperador de Trebisonda (r. 1429-1459)    | Juan IV de Trebisonda (1403-1459) Emperador de Trebisonda (r. 1429-1459)    | Juan IV de Trebisonda (1403-1459) Emperador de Trebisonda (r. 1429-1459)    | Juan IV de Trebisonda (1403-1459) Emperador de Trebisonda (r. 1429-1459)    | Juan IV de Trebisonda (1403-1459) Emperador de Trebisonda (r. 1429-1459)    |                                                                   |                                                                   |                                                                 |                                                                 | Ali Beyg                                                        | Ali Beyg                                                        | Ali Beyg                                              | Ali Beyg                                              | Ali Beyg                                                | Ali Beyg                                                |                                                         |                                                         |                                                         |                                                         |                      |                      | Ibrahim Shāh Safaví            | Ibrahim Shāh Safaví            | Ibrahim Shāh Safaví            | Ibrahim Shāh Safaví            | Ibrahim Shāh Safaví            | Ibrahim Shāh Safaví            |  |  |  |  |  |  |  |  |  |  |  |  |  |  |  |  |  |  |  |  |  |  |  |  |  |  |  |  |  |  |
|  |  |  |  |  |  | Princesa Bagrationi (1415-1438)                           | Princesa Bagrationi (1415-1438)                           | Princesa Bagrationi (1415-1438)                                          | Princesa Bagrationi (1415-1438)                                          | Princesa Bagrationi (1415-1438)                                          | Princesa Bagrationi (1415-1438)                                          |                                                                          |                                                                          |                                                                          |                                                                          |                                                                          |                                                                          |                                                                            |                                                                            |                                                                            |                                                                            | Juan IV de Trebisonda (1403-1459) Emperador de Trebisonda (r. 1429-1459)    | Juan IV de Trebisonda (1403-1459) Emperador de Trebisonda (r. 1429-1459)    | Juan IV de Trebisonda (1403-1459) Emperador de Trebisonda (r. 1429-1459)    | Juan IV de Trebisonda (1403-1459) Emperador de Trebisonda (r. 1429-1459)    | Juan IV de Trebisonda (1403-1459) Emperador de Trebisonda (r. 1429-1459)    | Juan IV de Trebisonda (1403-1459) Emperador de Trebisonda (r. 1429-1459)    |                                                                   |                                                                   |                                                                 |                                                                 | Ali Beyg                                                        | Ali Beyg                                                        | Ali Beyg                                              | Ali Beyg                                              | Ali Beyg                                                | Ali Beyg                                                |                                                         |                                                         |                                                         |                                                         |                      |                      | Ibrahim Shāh Safaví            | Ibrahim Shāh Safaví            | Ibrahim Shāh Safaví            | Ibrahim Shāh Safaví            | Ibrahim Shāh Safaví            | Ibrahim Shāh Safaví            |  |  |  |  |  |  |  |  |  |  |  |  |  |  |  |  |  |  |  |  |  |  |  |  |  |  |  |  |  |  |
|  |  |  |  |  |  |                                                           |                                                           |                                                                          |                                                                          |                                                                          |                                                                          |                                                                          |                                                                          |                                                                          |                                                                          |                                                                          |                                                                          |                                                                            |                                                                            |                                                                            |                                                                            |                                                                             |                                                                             |                                                                             |                                                                             |                                                                             |                                                                             |                                                                   |                                                                   |                                                                 |                                                                 |                                                                 |                                                                 |                                                       |                                                       |                                                         |                                                         |                                                         |                                                         |                                                         |                                                         |                      |                      |                                |                                |                                |                                |                                |                                |  |  |  |  |  |  |  |  |  |  |  |  |  |  |  |  |  |  |  |  |  |  |  |  |  |  |  |  |  |  |
|  |  |  |  |  |  |                                                           |                                                           |                                                                          |                                                                          |                                                                          |                                                                          |                                                                          |                                                                          |                                                                          |                                                                          |                                                                          |                                                                          |                                                                            |                                                                            |                                                                            |                                                                            |                                                                             |                                                                             |                                                                             |                                                                             |                                                                             |                                                                             |                                                                   |                                                                   |                                                                 |                                                                 |                                                                 |                                                                 |                                                       |                                                       |                                                         |                                                         |                                                         |                                                         |                                                         |                                                         |                      |                      |                                |                                |                                |                                |                                |                                |  |  |  |  |  |  |  |  |  |  |  |  |  |  |  |  |  |  |  |  |  |  |  |  |  |  |  |  |  |  |
|  |  |  |  |  |  |                                                           |                                                           | Alejo V de Trebisonda (1455-1463) Emperador de Trebisonda (r. 22-4-1458) | Alejo V de Trebisonda (1455-1463) Emperador de Trebisonda (r. 22-4-1458) | Alejo V de Trebisonda (1455-1463) Emperador de Trebisonda (r. 22-4-1458) | Alejo V de Trebisonda (1455-1463) Emperador de Trebisonda (r. 22-4-1458) | Alejo V de Trebisonda (1455-1463) Emperador de Trebisonda (r. 22-4-1458) | Alejo V de Trebisonda (1455-1463) Emperador de Trebisonda (r. 22-4-1458) |                                                                          |                                                                          |                                                                          |                                                                          |                                                                            |                                                                            | Theodora                                                                   | Theodora                                                                   | Theodora                                                                    | Theodora                                                                    | Theodora                                                                    | Theodora                                                                    |                                                                             |                                                                             | Uzun Hassan (1423-1478) gobernante Ak Koyunlu (r. 1453-1478)      | Uzun Hassan (1423-1478) gobernante Ak Koyunlu (r. 1453-1478)      | Uzun Hassan (1423-1478) gobernante Ak Koyunlu (r. 1453-1478)    | Uzun Hassan (1423-1478) gobernante Ak Koyunlu (r. 1453-1478)    | Uzun Hassan (1423-1478) gobernante Ak Koyunlu (r. 1453-1478)    | Uzun Hassan (1423-1478) gobernante Ak Koyunlu (r. 1453-1478)    |                                                       |                                                       | Khadijeh Khatoon                                        | Khadijeh Khatoon                                        | Khadijeh Khatoon                                        | Khadijeh Khatoon                                        | Khadijeh Khatoon                                        | Khadijeh Khatoon                                        |                      |                      | Shaij Ŷunayd Safaví            | Shaij Ŷunayd Safaví            | Shaij Ŷunayd Safaví            | Shaij Ŷunayd Safaví            | Shaij Ŷunayd Safaví            | Shaij Ŷunayd Safaví            |  |  |  |  |  |  |  |  |  |  |  |  |  |  |  |  |  |  |  |  |  |  |  |  |  |  |  |  |  |  |
|  |  |  |  |  |  |                                                           |                                                           | Alejo V de Trebisonda (1455-1463) Emperador de Trebisonda (r. 22-4-1458) | Alejo V de Trebisonda (1455-1463) Emperador de Trebisonda (r. 22-4-1458) | Alejo V de Trebisonda (1455-1463) Emperador de Trebisonda (r. 22-4-1458) | Alejo V de Trebisonda (1455-1463) Emperador de Trebisonda (r. 22-4-1458) | Alejo V de Trebisonda (1455-1463) Emperador de Trebisonda (r. 22-4-1458) | Alejo V de Trebisonda (1455-1463) Emperador de Trebisonda (r. 22-4-1458) |                                                                          |                                                                          |                                                                          |                                                                          |                                                                            |                                                                            | Theodora                                                                   | Theodora                                                                   | Theodora                                                                    | Theodora                                                                    | Theodora                                                                    | Theodora                                                                    |                                                                             |                                                                             | Uzun Hassan (1423-1478) gobernante Ak Koyunlu (r. 1453-1478)      | Uzun Hassan (1423-1478) gobernante Ak Koyunlu (r. 1453-1478)      | Uzun Hassan (1423-1478) gobernante Ak Koyunlu (r. 1453-1478)    | Uzun Hassan (1423-1478) gobernante Ak Koyunlu (r. 1453-1478)    | Uzun Hassan (1423-1478) gobernante Ak Koyunlu (r. 1453-1478)    | Uzun Hassan (1423-1478) gobernante Ak Koyunlu (r. 1453-1478)    |                                                       |                                                       | Khadijeh Khatoon                                        | Khadijeh Khatoon                                        | Khadijeh Khatoon                                        | Khadijeh Khatoon                                        | Khadijeh Khatoon                                        | Khadijeh Khatoon                                        |                      |                      | Shaij Ŷunayd Safaví            | Shaij Ŷunayd Safaví            | Shaij Ŷunayd Safaví            | Shaij Ŷunayd Safaví            | Shaij Ŷunayd Safaví            | Shaij Ŷunayd Safaví            |  |  |  |  |  |  |  |  |  |  |  |  |  |  |  |  |  |  |  |  |  |  |  |  |  |  |  |  |  |  |
|  |  |  |  |  |  |                                                           |                                                           |                                                                          |                                                                          |                                                                          |                                                                          |                                                                          |                                                                          |                                                                          |                                                                          |                                                                          |                                                                          |                                                                            |                                                                            |                                                                            |                                                                            |                                                                             |                                                                             |                                                                             |                                                                             |                                                                             |                                                                             |                                                                   |                                                                   |                                                                 |                                                                 |                                                                 |                                                                 |                                                       |                                                       |                                                         |                                                         |                                                         |                                                         |                                                         |                                                         |                      |                      |                                |                                |                                |                                |                                |                                |  |  |  |  |  |  |  |  |  |  |  |  |  |  |  |  |  |  |  |  |  |  |  |  |  |  |  |  |  |  |
|  |  |  |  |  |  |                                                           |                                                           |                                                                          |                                                                          |                                                                          |                                                                          |                                                                          |                                                                          |                                                                          |                                                                          |                                                                          |                                                                          |                                                                            |                                                                            |                                                                            |                                                                            |                                                                             |                                                                             | Alam-Shah Begum (Halima)                                                    | Alam-Shah Begum (Halima)                                                    | Alam-Shah Begum (Halima)                                                    | Alam-Shah Begum (Halima)                                                    | Alam-Shah Begum (Halima)                                          | Alam-Shah Begum (Halima)                                          |                                                                 |                                                                 |                                                                 |                                                                 |                                                       |                                                       |                                                         |                                                         |                                                         |                                                         | Shaikh Haydar Safaví                                    | Shaikh Haydar Safaví                                    | Shaikh Haydar Safaví | Shaikh Haydar Safaví | Shaikh Haydar Safaví           | Shaikh Haydar Safaví           |                                |                                |                                |                                |  |  |  |  |  |  |  |  |  |  |  |  |  |  |  |  |  |  |  |  |  |  |  |  |  |  |  |  |  |  |
|  |  |  |  |  |  |                                                           |                                                           |                                                                          |                                                                          |                                                                          |                                                                          |                                                                          |                                                                          |                                                                          |                                                                          |                                                                          |                                                                          |                                                                            |                                                                            |                                                                            |                                                                            |                                                                             |                                                                             | Alam-Shah Begum (Halima)                                                    | Alam-Shah Begum (Halima)                                                    | Alam-Shah Begum (Halima)                                                    | Alam-Shah Begum (Halima)                                                    | Alam-Shah Begum (Halima)                                          | Alam-Shah Begum (Halima)                                          |                                                                 |                                                                 |                                                                 |                                                                 |                                                       |                                                       |                                                         |                                                         |                                                         |                                                         | Shaikh Haydar Safaví                                    | Shaikh Haydar Safaví                                    | Shaikh Haydar Safaví | Shaikh Haydar Safaví | Shaikh Haydar Safaví           | Shaikh Haydar Safaví           |                                |                                |                                |                                |  |  |  |  |  |  |  |  |  |  |  |  |  |  |  |  |  |  |  |  |  |  |  |  |  |  |  |  |  |  |
|  |  |  |  |  |  |                                                           |                                                           |                                                                          |                                                                          |                                                                          |                                                                          |                                                                          |                                                                          |                                                                          |                                                                          |                                                                          |                                                                          |                                                                            |                                                                            |                                                                            |                                                                            |                                                                             |                                                                             |                                                                             |                                                                             |                                                                             |                                                                             |                                                                   |                                                                   |                                                                 |                                                                 |                                                                 |                                                                 |                                                       |                                                       |                                                         |                                                         |                                                         |                                                         |                                                         |                                                         |                      |                      |                                |                                |                                |                                |                                |                                |  |  |  |  |  |  |  |  |  |  |  |  |  |  |  |  |  |  |  |  |  |  |  |  |  |  |  |  |  |  |
|  |  |  |  |  |  |                                                           |                                                           |                                                                          |                                                                          |                                                                          |                                                                          |                                                                          |                                                                          |                                                                          |                                                                          |                                                                          |                                                                          |                                                                            |                                                                            |                                                                            |                                                                            |                                                                             |                                                                             |                                                                             |                                                                             |                                                                             |                                                                             |                                                                   |                                                                   |                                                                 |                                                                 |                                                                 |                                                                 |                                                       |                                                       |                                                         |                                                         |                                                         |                                                         |                                                         |                                                         |                      |                      |                                |                                |                                |                                |                                |                                |  |  |  |  |  |  |  |  |  |  |  |  |  |  |  |  |  |  |  |  |  |  |  |  |  |  |  |  |  |  |
|  |  |  |  |  |  |                                                           |                                                           |                                                                          |                                                                          |                                                                          |                                                                          |                                                                          |                                                                          |                                                                          |                                                                          |                                                                          |                                                                          |                                                                            |                                                                            |                                                                            |                                                                            |                                                                             |                                                                             | Ali Mirza (1478-1494) Jeque de la tariqa Safaviyya (r. 1488-1494)           | Ali Mirza (1478-1494) Jeque de la tariqa Safaviyya (r. 1488-1494)           | Ali Mirza (1478-1494) Jeque de la tariqa Safaviyya (r. 1488-1494)           | Ali Mirza (1478-1494) Jeque de la tariqa Safaviyya (r. 1488-1494)           | Ali Mirza (1478-1494) Jeque de la tariqa Safaviyya (r. 1488-1494) | Ali Mirza (1478-1494) Jeque de la tariqa Safaviyya (r. 1488-1494) |                                                                 |                                                                 | 1. Ismail I (1487-1524) Sha de Persia (r. 1502-1524)            | 1. Ismail I (1487-1524) Sha de Persia (r. 1502-1524)            | 1. Ismail I (1487-1524) Sha de Persia (r. 1502-1524)  | 1. Ismail I (1487-1524) Sha de Persia (r. 1502-1524)  | 1. Ismail I (1487-1524) Sha de Persia (r. 1502-1524)    | 1. Ismail I (1487-1524) Sha de Persia (r. 1502-1524)    |                                                         |                                                         | Ibrahim Safawi                                          | Ibrahim Safawi                                          | Ibrahim Safawi       | Ibrahim Safawi       | Ibrahim Safawi                 | Ibrahim Safawi                 |                                |                                |                                |                                |  |  |  |  |  |  |  |  |  |  |  |  |  |  |  |  |  |  |  |  |  |  |  |  |  |  |  |  |  |  |
|  |  |  |  |  |  |                                                           |                                                           |                                                                          |                                                                          |                                                                          |                                                                          |                                                                          |                                                                          |                                                                          |                                                                          |                                                                          |                                                                          |                                                                            |                                                                            |                                                                            |                                                                            |                                                                             |                                                                             | Ali Mirza (1478-1494) Jeque de la tariqa Safaviyya (r. 1488-1494)           | Ali Mirza (1478-1494) Jeque de la tariqa Safaviyya (r. 1488-1494)           | Ali Mirza (1478-1494) Jeque de la tariqa Safaviyya (r. 1488-1494)           | Ali Mirza (1478-1494) Jeque de la tariqa Safaviyya (r. 1488-1494)           | Ali Mirza (1478-1494) Jeque de la tariqa Safaviyya (r. 1488-1494) | Ali Mirza (1478-1494) Jeque de la tariqa Safaviyya (r. 1488-1494) |                                                                 |                                                                 | 1. Ismail I (1487-1524) Sha de Persia (r. 1502-1524)            | 1. Ismail I (1487-1524) Sha de Persia (r. 1502-1524)            | 1. Ismail I (1487-1524) Sha de Persia (r. 1502-1524)  | 1. Ismail I (1487-1524) Sha de Persia (r. 1502-1524)  | 1. Ismail I (1487-1524) Sha de Persia (r. 1502-1524)    | 1. Ismail I (1487-1524) Sha de Persia (r. 1502-1524)    |                                                         |                                                         | Ibrahim Safawi                                          | Ibrahim Safawi                                          | Ibrahim Safawi       | Ibrahim Safawi       | Ibrahim Safawi                 | Ibrahim Safawi                 |                                |                                |                                |                                |  |  |  |  |  |  |  |  |  |  |  |  |  |  |  |  |  |  |  |  |  |  |  |  |  |  |  |  |  |  |
|  |  |  |  |  |  |                                                           |                                                           |                                                                          |                                                                          |                                                                          |                                                                          |                                                                          |                                                                          |                                                                          |                                                                          |                                                                          |                                                                          |                                                                            |                                                                            |                                                                            |                                                                            |                                                                             |                                                                             |                                                                             |                                                                             |                                                                             |                                                                             |                                                                   |                                                                   |                                                                 |                                                                 | 2. Tahmasp I (1514-1576) Sha de Persia (r. 1524-1576)           |                                                                 |                                                       |                                                       |                                                         |                                                         |                                                         |                                                         |                                                         |                                                         |                      |                      |                                |                                |                                |                                |                                |                                |  |  |  |  |  |  |  |  |  |  |  |  |  |  |  |  |  |  |  |  |  |  |  |  |  |  |  |  |  |  |
|  |  |  |  |  |  |                                                           |                                                           |                                                                          |                                                                          |                                                                          |                                                                          |                                                                          |                                                                          |                                                                          |                                                                          |                                                                          |                                                                          |                                                                            |                                                                            |                                                                            |                                                                            |                                                                             |                                                                             |                                                                             |                                                                             |                                                                             |                                                                             |                                                                   |                                                                   |                                                                 |                                                                 |                                                                 |                                                                 |                                                       |                                                       |                                                         |                                                         |                                                         |                                                         |                                                         |                                                         |                      |                      |                                |                                |                                |                                |                                |                                |  |  |  |  |  |  |  |  |  |  |  |  |  |  |  |  |  |  |  |  |  |  |  |  |  |  |  |  |  |  |
|  |  |  |  |  |  |                                                           |                                                           |                                                                          |                                                                          |                                                                          |                                                                          |                                                                          |                                                                          |                                                                          |                                                                          |                                                                          |                                                                          |                                                                            |                                                                            |                                                                            |                                                                            |                                                                             |                                                                             |                                                                             |                                                                             |                                                                             |                                                                             |                                                                   |                                                                   |                                                                 |                                                                 |                                                                 |                                                                 |                                                       |                                                       |                                                         |                                                         |                                                         |                                                         |                                                         |                                                         |                      |                      |                                |                                |                                |                                |                                |                                |  |  |  |  |  |  |  |  |  |  |  |  |  |  |  |  |  |  |  |  |  |  |  |  |  |  |  |  |  |  |
|  |  |  |  |  |  |                                                           |                                                           |                                                                          |                                                                          |                                                                          |                                                                          |                                                                          |                                                                          |                                                                          |                                                                          |                                                                          |                                                                          |                                                                            |                                                                            |                                                                            |                                                                            |                                                                             |                                                                             |                                                                             |                                                                             |                                                                             |                                                                             | 4. Mohammed Khodabanda (1532-1595) Sha de Persia (r. 1577-1587)   | 4. Mohammed Khodabanda (1532-1595) Sha de Persia (r. 1577-1587)   | 4. Mohammed Khodabanda (1532-1595) Sha de Persia (r. 1577-1587) | 4. Mohammed Khodabanda (1532-1595) Sha de Persia (r. 1577-1587) | 4. Mohammed Khodabanda (1532-1595) Sha de Persia (r. 1577-1587) | 4. Mohammed Khodabanda (1532-1595) Sha de Persia (r. 1577-1587) |                                                       |                                                       | 3. Ismaíl II (1537-1577) Sha de Persia (r. 1576-1577)   | 3. Ismaíl II (1537-1577) Sha de Persia (r. 1576-1577)   | 3. Ismaíl II (1537-1577) Sha de Persia (r. 1576-1577)   | 3. Ismaíl II (1537-1577) Sha de Persia (r. 1576-1577)   | 3. Ismaíl II (1537-1577) Sha de Persia (r. 1576-1577)   | 3. Ismaíl II (1537-1577) Sha de Persia (r. 1576-1577)   |                      |                      |                                |                                |                                |                                |                                |                                |  |  |  |  |  |  |  |  |  |  |  |  |  |  |  |  |  |  |  |  |  |  |  |  |  |  |  |  |  |  |
|  |  |  |  |  |  |                                                           |                                                           |                                                                          |                                                                          |                                                                          |                                                                          |                                                                          |                                                                          |                                                                          |                                                                          |                                                                          |                                                                          |                                                                            |                                                                            |                                                                            |                                                                            |                                                                             |                                                                             |                                                                             |                                                                             |                                                                             |                                                                             | 4. Mohammed Khodabanda (1532-1595) Sha de Persia (r. 1577-1587)   | 4. Mohammed Khodabanda (1532-1595) Sha de Persia (r. 1577-1587)   | 4. Mohammed Khodabanda (1532-1595) Sha de Persia (r. 1577-1587) | 4. Mohammed Khodabanda (1532-1595) Sha de Persia (r. 1577-1587) | 4. Mohammed Khodabanda (1532-1595) Sha de Persia (r. 1577-1587) | 4. Mohammed Khodabanda (1532-1595) Sha de Persia (r. 1577-1587) |                                                       |                                                       | 3. Ismaíl II (1537-1577) Sha de Persia (r. 1576-1577)   | 3. Ismaíl II (1537-1577) Sha de Persia (r. 1576-1577)   | 3. Ismaíl II (1537-1577) Sha de Persia (r. 1576-1577)   | 3. Ismaíl II (1537-1577) Sha de Persia (r. 1576-1577)   | 3. Ismaíl II (1537-1577) Sha de Persia (r. 1576-1577)   | 3. Ismaíl II (1537-1577) Sha de Persia (r. 1576-1577)   |                      |                      |                                |                                |                                |                                |                                |                                |  |  |  |  |  |  |  |  |  |  |  |  |  |  |  |  |  |  |  |  |  |  |  |  |  |  |  |  |  |  |
|  |  |  |  |  |  |                                                           |                                                           |                                                                          |                                                                          |                                                                          |                                                                          |                                                                          |                                                                          |                                                                          |                                                                          |                                                                          |                                                                          |                                                                            |                                                                            |                                                                            |                                                                            |                                                                             |                                                                             |                                                                             |                                                                             |                                                                             |                                                                             | 5. Abbás I (1571-1629) Sha de Persia (r. 1587-1629)               |                                                                   |                                                                 |                                                                 |                                                                 |                                                                 |                                                       |                                                       |                                                         |                                                         |                                                         |                                                         |                                                         |                                                         |                      |                      |                                |                                |                                |                                |                                |                                |  |  |  |  |  |  |  |  |  |  |  |  |  |  |  |  |  |  |  |  |  |  |  |  |  |  |  |  |  |  |
|  |  |  |  |  |  |                                                           |                                                           |                                                                          |                                                                          |                                                                          |                                                                          |                                                                          |                                                                          |                                                                          |                                                                          |                                                                          |                                                                          |                                                                            |                                                                            |                                                                            |                                                                            |                                                                             |                                                                             |                                                                             |                                                                             |                                                                             |                                                                             |                                                                   |                                                                   |                                                                 |                                                                 |                                                                 |                                                                 |                                                       |                                                       |                                                         |                                                         |                                                         |                                                         |                                                         |                                                         |                      |                      |                                |                                |                                |                                |                                |                                |  |  |  |  |  |  |  |  |  |  |  |  |  |  |  |  |  |  |  |  |  |  |  |  |  |  |  |  |  |  |
|  |  |  |  |  |  |                                                           |                                                           |                                                                          |                                                                          |                                                                          |                                                                          |                                                                          |                                                                          |                                                                          |                                                                          |                                                                          |                                                                          |                                                                            |                                                                            |                                                                            |                                                                            |                                                                             |                                                                             |                                                                             |                                                                             |                                                                             |                                                                             |                                                                   |                                                                   |                                                                 |                                                                 |                                                                 |                                                                 |                                                       |                                                       |                                                         |                                                         |                                                         |                                                         |                                                         |                                                         |                      |                      |                                |                                |                                |                                |                                |                                |  |  |  |  |  |  |  |  |  |  |  |  |  |  |  |  |  |  |  |  |  |  |  |  |  |  |  |  |  |  |
|  |  |  |  |  |  |                                                           |                                                           |                                                                          |                                                                          |                                                                          |                                                                          |                                                                          |                                                                          |                                                                          |                                                                          |                                                                          |                                                                          |                                                                            |                                                                            |                                                                            |                                                                            |                                                                             |                                                                             | Safi Mirza (1587-1615) Príncipe de la Corona (1587-1615)                    | Safi Mirza (1587-1615) Príncipe de la Corona (1587-1615)                    | Safi Mirza (1587-1615) Príncipe de la Corona (1587-1615)                    | Safi Mirza (1587-1615) Príncipe de la Corona (1587-1615)                    | Safi Mirza (1587-1615) Príncipe de la Corona (1587-1615)          | Safi Mirza (1587-1615) Príncipe de la Corona (1587-1615)          |                                                                 |                                                                 | Imam Quli Mirza (?-1627) Príncipe de la Corona (1627)           | Imam Quli Mirza (?-1627) Príncipe de la Corona (1627)           | Imam Quli Mirza (?-1627) Príncipe de la Corona (1627) | Imam Quli Mirza (?-1627) Príncipe de la Corona (1627) | Imam Quli Mirza (?-1627) Príncipe de la Corona (1627)   | Imam Quli Mirza (?-1627) Príncipe de la Corona (1627)   |                                                         |                                                         |                                                         |                                                         |                      |                      |                                |                                |                                |                                |                                |                                |  |  |  |  |  |  |  |  |  |  |  |  |  |  |  |  |  |  |  |  |  |  |  |  |  |  |  |  |  |  |
|  |  |  |  |  |  |                                                           |                                                           |                                                                          |                                                                          |                                                                          |                                                                          |                                                                          |                                                                          |                                                                          |                                                                          |                                                                          |                                                                          |                                                                            |                                                                            |                                                                            |                                                                            |                                                                             |                                                                             | Safi Mirza (1587-1615) Príncipe de la Corona (1587-1615)                    | Safi Mirza (1587-1615) Príncipe de la Corona (1587-1615)                    | Safi Mirza (1587-1615) Príncipe de la Corona (1587-1615)                    | Safi Mirza (1587-1615) Príncipe de la Corona (1587-1615)                    | Safi Mirza (1587-1615) Príncipe de la Corona (1587-1615)          | Safi Mirza (1587-1615) Príncipe de la Corona (1587-1615)          |                                                                 |                                                                 | Imam Quli Mirza (?-1627) Príncipe de la Corona (1627)           | Imam Quli Mirza (?-1627) Príncipe de la Corona (1627)           | Imam Quli Mirza (?-1627) Príncipe de la Corona (1627) | Imam Quli Mirza (?-1627) Príncipe de la Corona (1627) | Imam Quli Mirza (?-1627) Príncipe de la Corona (1627)   | Imam Quli Mirza (?-1627) Príncipe de la Corona (1627)   |                                                         |                                                         |                                                         |                                                         |                      |                      |                                |                                |                                |                                |                                |                                |  |  |  |  |  |  |  |  |  |  |  |  |  |  |  |  |  |  |  |  |  |  |  |  |  |  |  |  |  |  |
|  |  |  |  |  |  |                                                           |                                                           |                                                                          |                                                                          |                                                                          |                                                                          |                                                                          |                                                                          |                                                                          |                                                                          |                                                                          |                                                                          |                                                                            |                                                                            |                                                                            |                                                                            |                                                                             |                                                                             | 6. Shah Safi I (1611-1624) Sha de Persia (r. 1629-1642)                     |                                                                             |                                                                             |                                                                             |                                                                   |                                                                   |                                                                 |                                                                 |                                                                 |                                                                 |                                                       |                                                       |                                                         |                                                         |                                                         |                                                         |                                                         |                                                         |                      |                      |                                |                                |                                |                                |                                |                                |  |  |  |  |  |  |  |  |  |  |  |  |  |  |  |  |  |  |  |  |  |  |  |  |  |  |  |  |  |  |
|  |  |  |  |  |  |                                                           |                                                           |                                                                          |                                                                          |                                                                          |                                                                          |                                                                          |                                                                          |                                                                          |                                                                          |                                                                          |                                                                          |                                                                            |                                                                            |                                                                            |                                                                            |                                                                             |                                                                             |                                                                             |                                                                             |                                                                             |                                                                             |                                                                   |                                                                   |                                                                 |                                                                 |                                                                 |                                                                 |                                                       |                                                       |                                                         |                                                         |                                                         |                                                         |                                                         |                                                         |                      |                      |                                |                                |                                |                                |                                |                                |  |  |  |  |  |  |  |  |  |  |  |  |  |  |  |  |  |  |  |  |  |  |  |  |  |  |  |  |  |  |
|  |  |  |  |  |  |                                                           |                                                           |                                                                          |                                                                          |                                                                          |                                                                          |                                                                          |                                                                          |                                                                          |                                                                          |                                                                          |                                                                          |                                                                            |                                                                            |                                                                            |                                                                            |                                                                             |                                                                             | 7. Abbás II (1632-1666) Sha de Persia (r. 1642-1666)                        |                                                                             |                                                                             |                                                                             |                                                                   |                                                                   |                                                                 |                                                                 |                                                                 |                                                                 |                                                       |                                                       |                                                         |                                                         |                                                         |                                                         |                                                         |                                                         |                      |                      |                                |                                |                                |                                |                                |                                |  |  |  |  |  |  |  |  |  |  |  |  |  |  |  |  |  |  |  |  |  |  |  |  |  |  |  |  |  |  |
|  |  |  |  |  |  |                                                           |                                                           |                                                                          |                                                                          |                                                                          |                                                                          |                                                                          |                                                                          |                                                                          |                                                                          |                                                                          |                                                                          |                                                                            |                                                                            |                                                                            |                                                                            |                                                                             |                                                                             |                                                                             |                                                                             |                                                                             |                                                                             |                                                                   |                                                                   |                                                                 |                                                                 |                                                                 |                                                                 |                                                       |                                                       |                                                         |                                                         |                                                         |                                                         |                                                         |                                                         |                      |                      |                                |                                |                                |                                |                                |                                |  |  |  |  |  |  |  |  |  |  |  |  |  |  |  |  |  |  |  |  |  |  |  |  |  |  |  |  |  |  |
|  |  |  |  |  |  |                                                           |                                                           |                                                                          |                                                                          |                                                                          |                                                                          |                                                                          |                                                                          |                                                                          |                                                                          |                                                                          |                                                                          |                                                                            |                                                                            |                                                                            |                                                                            |                                                                             |                                                                             | 8. Solimán I (Shah Safi II) (1659-1694) Sha de Persia (r. 1666-1694)        |                                                                             |                                                                             |                                                                             |                                                                   |                                                                   |                                                                 |                                                                 |                                                                 |                                                                 |                                                       |                                                       |                                                         |                                                         |                                                         |                                                         |                                                         |                                                         |                      |                      |                                |                                |                                |                                |                                |                                |  |  |  |  |  |  |  |  |  |  |  |  |  |  |  |  |  |  |  |  |  |  |  |  |  |  |  |  |  |  |
|  |  |  |  |  |  |                                                           |                                                           |                                                                          |                                                                          |                                                                          |                                                                          |                                                                          |                                                                          |                                                                          |                                                                          |                                                                          |                                                                          |                                                                            |                                                                            |                                                                            |                                                                            |                                                                             |                                                                             |                                                                             |                                                                             |                                                                             |                                                                             |                                                                   |                                                                   |                                                                 |                                                                 |                                                                 |                                                                 |                                                       |                                                       |                                                         |                                                         |                                                         |                                                         |                                                         |                                                         |                      |                      |                                |                                |                                |                                |                                |                                |  |  |  |  |  |  |  |  |  |  |  |  |  |  |  |  |  |  |  |  |  |  |  |  |  |  |  |  |  |  |
|  |  |  |  |  |  |                                                           |                                                           |                                                                          |                                                                          |                                                                          |                                                                          |                                                                          |                                                                          |                                                                          |                                                                          |                                                                          |                                                                          |                                                                            |                                                                            |                                                                            |                                                                            |                                                                             |                                                                             |                                                                             |                                                                             |                                                                             |                                                                             |                                                                   |                                                                   |                                                                 |                                                                 |                                                                 |                                                                 |                                                       |                                                       |                                                         |                                                         |                                                         |                                                         |                                                         |                                                         |                      |                      |                                |                                |                                |                                |                                |                                |  |  |  |  |  |  |  |  |  |  |  |  |  |  |  |  |  |  |  |  |  |  |  |  |  |  |  |  |  |  |
|  |  |  |  |  |  |                                                           |                                                           |                                                                          |                                                                          |                                                                          |                                                                          |                                                                          |                                                                          |                                                                          |                                                                          |                                                                          |                                                                          |                                                                            |                                                                            |                                                                            |                                                                            |                                                                             |                                                                             | 9. Husséin (1669-1726) Sha de Persia (r. 1694-1722)                         | 9. Husséin (1669-1726) Sha de Persia (r. 1694-1722)                         | 9. Husséin (1669-1726) Sha de Persia (r. 1694-1722)                         | 9. Husséin (1669-1726) Sha de Persia (r. 1694-1722)                         | 9. Husséin (1669-1726) Sha de Persia (r. 1694-1722)               | 9. Husséin (1669-1726) Sha de Persia (r. 1694-1722)               |                                                                 |                                                                 |                                                                 |                                                                 |                                                       |                                                       | Shahbanu Begum                                          | Shahbanu Begum                                          | Shahbanu Begum                                          | Shahbanu Begum                                          | Shahbanu Begum                                          | Shahbanu Begum                                          |                      |                      |                                |                                |                                |                                |                                |                                |  |  |  |  |  |  |  |  |  |  |  |  |  |  |  |  |  |  |  |  |  |  |  |  |  |  |  |  |  |  |
|  |  |  |  |  |  |                                                           |                                                           |                                                                          |                                                                          |                                                                          |                                                                          |                                                                          |                                                                          |                                                                          |                                                                          |                                                                          |                                                                          |                                                                            |                                                                            |                                                                            |                                                                            |                                                                             |                                                                             | 9. Husséin (1669-1726) Sha de Persia (r. 1694-1722)                         | 9. Husséin (1669-1726) Sha de Persia (r. 1694-1722)                         | 9. Husséin (1669-1726) Sha de Persia (r. 1694-1722)                         | 9. Husséin (1669-1726) Sha de Persia (r. 1694-1722)                         | 9. Husséin (1669-1726) Sha de Persia (r. 1694-1722)               | 9. Husséin (1669-1726) Sha de Persia (r. 1694-1722)               |                                                                 |                                                                 |                                                                 |                                                                 |                                                       |                                                       | Shahbanu Begum                                          | Shahbanu Begum                                          | Shahbanu Begum                                          | Shahbanu Begum                                          | Shahbanu Begum                                          | Shahbanu Begum                                          |                      |                      |                                |                                |                                |                                |                                |                                |  |  |  |  |  |  |  |  |  |  |  |  |  |  |  |  |  |  |  |  |  |  |  |  |  |  |  |  |  |  |
|  |  |  |  |  |  |                                                           |                                                           |                                                                          |                                                                          |                                                                          |                                                                          |                                                                          |                                                                          |                                                                          |                                                                          |                                                                          |                                                                          |                                                                            |                                                                            |                                                                            |                                                                            |                                                                             |                                                                             |                                                                             |                                                                             |                                                                             |                                                                             |                                                                   |                                                                   |                                                                 |                                                                 |                                                                 |                                                                 |                                                       |                                                       |                                                         |                                                         |                                                         |                                                         |                                                         |                                                         |                      |                      |                                |                                |                                |                                |                                |                                |  |  |  |  |  |  |  |  |  |  |  |  |  |  |  |  |  |  |  |  |  |  |  |  |  |  |  |  |  |  |
|  |  |  |  |  |  |                                                           |                                                           |                                                                          |                                                                          |                                                                          |                                                                          | Maryam Begum Safavi                                                      | Maryam Begum Safavi                                                      | Maryam Begum Safavi                                                      | Maryam Begum Safavi                                                      | Maryam Begum Safavi                                                      | Maryam Begum Safavi                                                      |                                                                            |                                                                            |                                                                            |                                                                            |                                                                             |                                                                             | 10. Tahmasp II (1704-1740) Sha de Persia (r. 1729-1732)                     | 10. Tahmasp II (1704-1740) Sha de Persia (r. 1729-1732)                     | 10. Tahmasp II (1704-1740) Sha de Persia (r. 1729-1732)                     | 10. Tahmasp II (1704-1740) Sha de Persia (r. 1729-1732)                     | 10. Tahmasp II (1704-1740) Sha de Persia (r. 1729-1732)           | 10. Tahmasp II (1704-1740) Sha de Persia (r. 1729-1732)           |                                                                 |                                                                 |                                                                 |                                                                 |                                                       |                                                       | 12. Solimán II (1714-1763) Sha de Persia (r. 1749-1750) | 12. Solimán II (1714-1763) Sha de Persia (r. 1749-1750) | 12. Solimán II (1714-1763) Sha de Persia (r. 1749-1750) | 12. Solimán II (1714-1763) Sha de Persia (r. 1749-1750) | 12. Solimán II (1714-1763) Sha de Persia (r. 1749-1750) | 12. Solimán II (1714-1763) Sha de Persia (r. 1749-1750) |                      |                      |                                |                                |                                |                                |                                |                                |  |  |  |  |  |  |  |  |  |  |  |  |  |  |  |  |  |  |  |  |  |  |  |  |  |  |  |  |  |  |
|  |  |  |  |  |  |                                                           |                                                           |                                                                          |                                                                          |                                                                          |                                                                          | Maryam Begum Safavi                                                      | Maryam Begum Safavi                                                      | Maryam Begum Safavi                                                      | Maryam Begum Safavi                                                      | Maryam Begum Safavi                                                      | Maryam Begum Safavi                                                      |                                                                            |                                                                            |                                                                            |                                                                            |                                                                             |                                                                             | 10. Tahmasp II (1704-1740) Sha de Persia (r. 1729-1732)                     | 10. Tahmasp II (1704-1740) Sha de Persia (r. 1729-1732)                     | 10. Tahmasp II (1704-1740) Sha de Persia (r. 1729-1732)                     | 10. Tahmasp II (1704-1740) Sha de Persia (r. 1729-1732)                     | 10. Tahmasp II (1704-1740) Sha de Persia (r. 1729-1732)           | 10. Tahmasp II (1704-1740) Sha de Persia (r. 1729-1732)           |                                                                 |                                                                 |                                                                 |                                                                 |                                                       |                                                       | 12. Solimán II (1714-1763) Sha de Persia (r. 1749-1750) | 12. Solimán II (1714-1763) Sha de Persia (r. 1749-1750) | 12. Solimán II (1714-1763) Sha de Persia (r. 1749-1750) | 12. Solimán II (1714-1763) Sha de Persia (r. 1749-1750) | 12. Solimán II (1714-1763) Sha de Persia (r. 1749-1750) | 12. Solimán II (1714-1763) Sha de Persia (r. 1749-1750) |                      |                      |                                |                                |                                |                                |                                |                                |  |  |  |  |  |  |  |  |  |  |  |  |  |  |  |  |  |  |  |  |  |  |  |  |  |  |  |  |  |  |
|  |  |  |  |  |  |                                                           |                                                           |                                                                          |                                                                          |                                                                          |                                                                          | 13. Ismaíl III (1733-1773) Sha de Persia (r. 1750-1751, 1751-1773)       | 13. Ismaíl III (1733-1773) Sha de Persia (r. 1750-1751, 1751-1773)       | 13. Ismaíl III (1733-1773) Sha de Persia (r. 1750-1751, 1751-1773)       | 13. Ismaíl III (1733-1773) Sha de Persia (r. 1750-1751, 1751-1773)       | 13. Ismaíl III (1733-1773) Sha de Persia (r. 1750-1751, 1751-1773)       | 13. Ismaíl III (1733-1773) Sha de Persia (r. 1750-1751, 1751-1773)       |                                                                            |                                                                            |                                                                            |                                                                            |                                                                             |                                                                             | 11. Abbás III (1731-1740) Sha de Persia (r. 1732-1736)                      | 11. Abbás III (1731-1740) Sha de Persia (r. 1732-1736)                      | 11. Abbás III (1731-1740) Sha de Persia (r. 1732-1736)                      | 11. Abbás III (1731-1740) Sha de Persia (r. 1732-1736)                      | 11. Abbás III (1731-1740) Sha de Persia (r. 1732-1736)            | 11. Abbás III (1731-1740) Sha de Persia (r. 1732-1736)            |                                                                 |                                                                 |                                                                 |                                                                 |                                                       |                                                       |                                                         |                                                         |                                                         |                                                         |                                                         |                                                         |                      |                      |                                |                                |                                |                                |                                |                                |  |  |  |  |  |  |  |  |  |  |  |  |  |  |  |  |  |  |  |  |  |  |  |  |  |  |  |  |  |  |